# Real Madrid Baloncesto
El Real Madrid Baloncesto es la sección de baloncesto del Real Madrid Club de Fútbol. La disciplina fue creada oficialmente en Madrid el 22 de marzo de 1931 de la mano de Ángel Cabrera, si bien sus orígenes datan al año 1929, década en la que se introdujo en Europa un deporte nacido en Estados Unidos en 1891. Contó con una importante sección femenina actualmente extinta.
Participa en la máxima categoría del baloncesto español, la Liga ACB, desde su creación en 1983 cuando sustituyó a la antigua Liga Nacional creada en 1957; siendo uno de los dos únicos equipos que la ha disputado siempre, sin haber descendido de ella, junto al Club Joventut de Badalona.
En ella posee los honores de haber sido el primer líder de la historia en la clasificación tras vencer en Madrid al C. B. Estudiantes por 76-61, y los de haber conquistado tanto la primera edición de la Liga Nacional, como la primera edición de la Liga ACB, siendo el que más títulos ha logrado en la historia de la competición. Además de conquistar diez Campeonatos de Liga consecutivos.
En sus más de noventa años de vida se ha convertido en el club de baloncesto más laureado de España, de Europa y del baloncesto FIBA. A nivel nacional cuenta con treinta y ocho títulos de Liga (récord), veintinueve de Copa (récord), diez Supercopas (récord), mientras que a nivel continental ostenta once Copas de Europa/Euroligas (récord de la máxima competición europea), cuatro Recopas de Europa (récord compartido), una Copa Korać, una Copa ULEB y una Copa Latina (récord), completándose a nivel mundial con cinco títulos intercontinentales de clubes FIBA (4 Copas Intercontinentales y 1 Copa Mundial de Clubes -récord-). Además, es el más laureado del Torneo Internacional ACB (oficial, no reconocido en competiciones FIBA), también conocido como Torneo Internacional de Clubes ACB, "Memorial Héctor Quiroga" celebrado en las últimas ediciones en Puerto Real (Cádiz), del Torneo Internacional de Navidad FIBA (oficial en sus inicios), siendo también el más laureado en las distintas competiciones disputadas a nivel regional (39 títulos en total).
Grandes nombres vinculados al club como el mencionado Ángel Cabrera, Pedro Ferrándiz o Raimundo Saporta, creador de varias de las competiciones más prestigiosas del baloncesto internacional entre clubes como el Torneo de Navidad, la Copa Intercontinental, la Copa de Europa (actualmente la Euroliga), o la Liga Española y su sucesora Liga ACB; favorecieron al desarrollo de la entidad y del baloncesto europeo. Saporta se convirtió en el mayor propulsor de este deporte en España, y Europa, donde es considerado como el gran nombre de la historia, motivo por el cual una de las máximas competiciones europeas llevó su nombre: la extinta Copa Saporta, última denominación de la antigua Recopa de Europa.

## Historia

### Fundación y primeras décadas (1929-1952)
Ángel Cabrera, pionero y uno de los impulsores de este deporte en España, fue el creador en 1922 del primer equipo de baloncesto en Castilla, al que siguió el 8 de marzo de 1931, tras insertar un anuncio en el diario ABC para localizar jugadores voluntarios de cara a su oficialización, la sección de baloncesto del Real Madrid. Si bien ya funcionaba desde 1929, los primeros jugadores del proyecto fueron: Eric Hermes, Luis Hoyos, Emilio Gutiérrez Bringas, Juan Castellví, Jenaro Olives, Máximo Arnáiz, Juan Negrín, Midel, Delgado, Llano, y el alemán Midelman, que junto a Cabrera formaron la primera plantilla blanca que se oficializó el día 22 del mismo mes bajo el nombre de Real Madrid Basket-Ball, y que celebró sus primeros entrenamientos en el campo del Standard Club. El anuncio de captación de jugadores citaba:

“El Real Madrid ruega a todos los señores interesados en la práctica de este deporte (basketball) pasen por la Secretaría del Club, Caballero de Gracia, 15, para recibir instrucciones con respecto al partido de la selección y entrenamiento que se jugará el próximo domingo, a las diez de la mañana, contra el Instituto-Escuela”
Ángel Cabrera. 8 de marzo de 1931. Madrid

Con el fútbol ya consolidado, el entonces presidente Luis Usera quiso potenciar otros deportes que engrandecieran al club. Nació así una disciplina en el club, entre otras muchas secciones, que con el tiempo fue ganando adeptos y que terminó por convertirse en una de las mejores cartas de presentación del club fuera de las fronteras españolas.
Ganó el mismo año de su fundación su primer trofeo, la Copa Chapultepec, después de disputar su primera competición nacional oficial, el Campeonato Regional de Castilla, en el que finalizó en tercera posición por detrás del Rayo Club, equipo con el que por aquel entonces disputaba la supremacía de Castilla hasta que estallase la guerra civil española. Su primer partido oficial se produjo el día 22 de marzo de 1931, coincidiendo con su fundación legal, contra el Dumping Basket-Ball Club. Se daldó con derrota por 19-5 con Ángel Cabrera como máximo anotador con cuatro puntos al anotar un tiro de campo y dos lanzamientos de falta o tiros libres. Los otros cuatro integrantes del equipo fueron Emilio Gutiérrez, Midel, Luis Hoyos —autor de otro tiro libre— y Midelman. Para ver la primera victoria del club hubo que esperar a la segunda jornada jugada el 2 de abril en la que se enfrentó al Ministerio de Marina al que derrotó por 9-5. Apenas un mes después el club inauguró su propia cancha bajo las tribunas del Estadio de Chamartín.
La década de los años treinta trajo además del primer título oficial, del anteriormente mencionado Campeonato Regional en su edición de 1933, el nacimiento de una sección femenina que conquistó también el Campeonato Regional en 1934 —en el mismo año de su fundación y que repitió en 1943, y al que sumó un subcampeonato del Campeonato de España de Copa— siendo una de las referentes antes de que se disolviese en 1944 y pasasen a ser integrantes de la Sección Femenina de la Falange Española.
Desde entonces el club se convirtió en el dominador de un torneo, cuya clasificación era valedera para la disputa del Campeonato de España. En su primera comparecencia, en la primera edición del mismo, debutó cayendo derrotado por 21-17 frente al Iluro Bastek-Ball Club en Mataró. Tras remontar en el partido de vuelta en Madrid, terminó como subcampeón al caer derrotado en la final por 21-11 frente a un Rayo Club formado por varios exjugadores madridistas. Fue el primero de cuatro subcampeonatos antes de que finalmente pudiera proclamarse campeón de España merced al continuo crecimiento de la sección con las primeras incorporaciones internacionales en lo que supuso un salto de calidad enorme para el club en el hasta la fecha aún rudimentario baloncesto español y que le sirvieron para convertirse en el dominador español. De las antiguas colonias españolas de Cuba, Puerto Rico y Filipinas llegaron al club grandes jugadores como Freddy Borrás, Rafael Deliz, Willo Galíndez, Toñín Casillas o Johnny Báez, para conquistar tres títulos del Campeonato de España.
Así se llegó a uno de los momentos claves de la sección y quizá el más relevante cuando en 1952, coincidiendo con las Bodas de Oro de la entidad, Santiago Bernabéu, ya al frente de la dirección del club, decidió solicitar ayuda a la Federación Española de Baloncesto para organizar un campeonato de baloncesto y que derivó en la llegada al club de una de sus máximas figuras: Raimundo Saporta.

### La época dorada de Raimundo Saporta (1952-1975)
El joven directivo de la Federación se convirtió rápidamente en la mano derecha de Santiago Bernabéu tras su impecable organización del evento. Nació así una dupla que llevó al club a lo más alto de Europa en ambas secciones, y que convirtió a Raimundo Saporta en una de las máximas figuras del baloncesto en Europa.

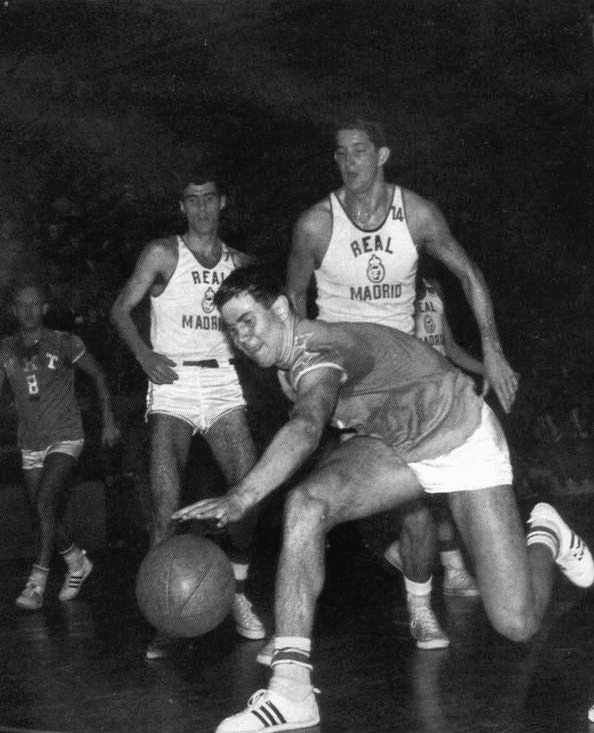
El equipo, referente español en Europa desde los años 1950.

Los éxitos comenzaron en la temporada 1952-53 tras alzarse con la Copa Latina, competición de reciente creación y que fue la precursora de la Copa de Europa —actual Euroliga—, siendo el primer título internacional del club. Bajo su dirección, el club continuó con el crecimiento de la sección y fue uno de los creadores de las diversas competiciones que darían proyección al baloncesto, como la Liga Nacional de Baloncesto que el club disputó en su nueva cancha del Frontón Jai Alai, conocido como Fiesta Alegre. Tras el honor de ser el primer líder en su clasificación tras vencer en la primera jornada a su vecino y máximo rival, el Club Baloncesto Estudiantes por 76-61 terminó por conquistar el título a las órdenes de Ignacio Pinedo y donde destacaban jugadores como Joaquín Hernández, Luis Trujillano, William Brindle o el pívot Alfonso Martínez, siendo el máximo anotador de la Liga con 180 puntos.
Desde entonces el club nunca descendió de categoría siendo el único en disputar todas sus ediciones junto al Club Juventud de Badalona. El éxito en la competición le valió para representar a España en la primera edición de la Copa de Europa, competición creada de la mano de Raimundo Saporta a semejanza de la Copa de Europa de Fútbol que vio la luz tres años antes. Ambas competiciones fueron creadas e impulsadas por el club.
Su primer partido se produjo frente al Barreirense Basket portugués venciendo por 51-68 en los octavos de final. Los máximos anotadores del equipo fueron Alfonso Martínez y Johnny Báez con 16 puntos. Tras superar la eliminatoria por un 154-91 global, y la siguiente frente al Royal Brussels fue descalificado en semifinales tras el impedimento del régimen político de España liderado por Francisco Franco de competir frente al Armijas Sporta Klubs Rīga de la Unión Soviética debido a las discrepancias políticas de la época entre ambos países. Ante el contratiempo, Raimundo Saporta propuso jugar la eliminatoria a un único partido en París, circunstancia que no fue aceptada por la FIBA por lo que el equipo español fue eliminado sin poder disputar su eliminatoria frente al posteriormente campeón de las tres primeras ediciones del torneo.
En 1957 cesó su participación en el Campeonato de Castilla por ser uno de los conjuntos que disputaban la Liga Nacional, habiendo conquistado un total de once títulos y ser el más laureado del torneo.

#### La llegada de Pedro Ferrándiz y los títulos internacionales
Pese al éxito en la Copa Latina el club no conseguía trasladar sus éxitos a la nueva competición europea. Debido a ello Saporta decidió incorporar al plano técnico a la que se convertiría con los años en una de las máximas figuras del baloncesto mundial, Pedro Ferrándiz. De la mano del alicantino, el club vivió los mejores años de su historia llegando a juntar en una final de la Copa de España a sus dos equipos, el primer equipo y su filial —el Club Hesperia de Madrid— y que años después repitió la sección de fútbol, siendo un hecho único en la historia de ambas competiciones.

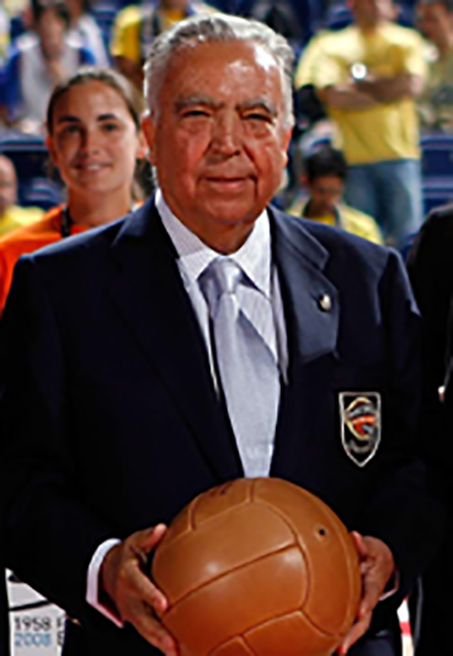
Pedro Ferrándiz, técnico más laureado del club.

Bajo su dirección el equipo conquistó quince Campeonatos de Liga, catorce Campeonatos de España de Copa y cuatro Copas de Europa; un palmarés no igualado en el baloncesto europeo. Fue el primero en introducir las innovaciones del baloncesto estadounidense (NBA) y pionero en el intercambio de conceptos con entrenadores americanos. En uno de sus viajes al continente americano fichó a una joven promesa universitaria antes de que recalase en los Harlem Globetrotters, un pívot de 2,03 m. llamado Wayne Hightower, que junto a jugadores como Emiliano Rodríguez, Carlos Sevillano o Lolo Sáinz el club alcanzó finalmente la final de la ansiada Copa de Europa, buscando darle el relevo internacional a la sección de fútbol que empezaba a ver como la época dorada del «Madrid de Di Stéfano» tocaba a su fin.
Tras superar al Club Sportif Casablancais por un contundente 166-84 global en primera ronda de la edición de 1961-62, el Real Madrid se enfrentó al Pallacanestro Varese donde se produjo un curioso hecho a escasos segundos de la finalización del encuentro: una autocanasta. El marcador se encontraba con un empate a 80 y debido a los jugadores eliminados y lesionados del conjunto blanco, una prórroga se presentaba como un más que probable dramático resultado final para los intereses de la eliminatoria, por lo que Ferrándiz, tras solicitar un tiempo muerto, y con posesión, ordenó a sus jugadores que se autoencestasen para así perder el partido por 82-80, minimizando riesgos y evitando así una abultada derrota y poder remontar en el encuentro de vuelta en Madrid. Desde ese momento, la FIBA cambió la normativa acerca de las eliminatorias, permitiendo resultados de empate para evitar prórrogas y así decisiones controvertidas. La vuelta en Madrid clasificó a los españoles quedando la anécdota como un hecho histórico en la competición.
El Basketbolny Klub Dinamo de Tiflis fue el rival en una final que por el mismo motivo político que en la primera edición del torneo se decidió en un único partido de manera exclusiva en la ciudad suiza de Ginebra. Las grandes actuaciones durante el torneo del flamante fichaje Wayne Hightower se coronaron con una actuación de 30 puntos, siendo el máximo anotador del encuentro, pero siendo insuficientes para la victoria madridista, perdiendo por 90-83. Pese a ello, el club conseguía acceder a lo más alto del baloncesto internacional, reafirmándose a lo largo de la década.
Tras alcanzar y perder su segunda final en la temporada 1962-63, y que requirió un tercer partido de desempate frente al Professional'nyy basketbol'nyy klub TSSKA Moskva, finalmente se convirtió el primer equipo en destronar a los equipos soviéticos de lo más alto del baloncesto europeo al vencer la Copa de Europa de 1964. Al equipo había llegado otro norteamericano que marcó su nombre en letras de oro dentro de la historia del club: Clyfford Luyk. El jugador se convirtió en el referente del equipo junto a los hermanos Ramos, Lolo Sáinz y Emiliano Rodríguez. Fue el gran ídolo de los años 1960, y llegó a conquistar 24 títulos.

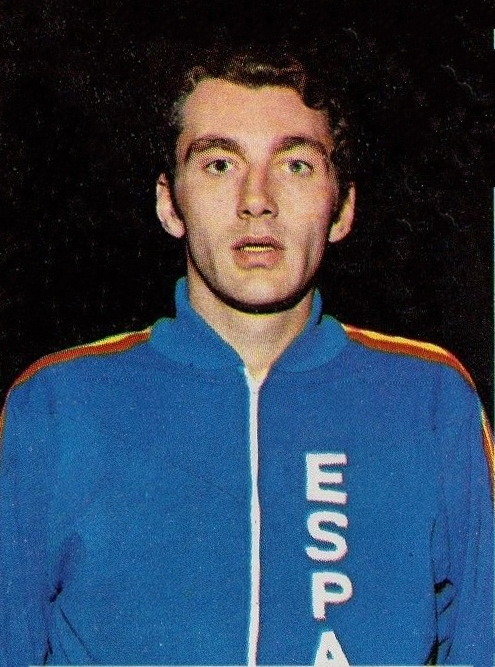
Clyfford Luyk, uno de los mejores jugadores del club.

Las victorias ante el Celtic Belfast Basketball Club (209-119), Aachener Turn-und Sportverein Alemannia (208-112), Centralny Wojskowy Klub Sportowy Legia (194-176) y Pallacanestro Olimpia Milano (178-160) le llevaron a enfrentarse al Závody Jana Švermy Zbrojovka Spartak Brno. Un 110-99 en la ida dejaron una desventaja a remontar en Madrid de 11 puntos que se presumía difícil, más aún cuando el marcador al descanso del segundo partido reflejaba un insuficiente 37-33 a favor. Sin embargo una gran segunda parte dio un 84-64 final que otorgó al club su primera Copa de Europa de baloncesto.
A los ya grandes nombres propios del equipo se unieron Wayne Brabender o Juan Antonio Corbalán que, cuando parecía que el gran ciclo de victorias del club llegaba a su fin tras las bajas de Sáinz y Emiliano, llevarían al club a conquistar cuatro nuevas Copas de Europa en seis finales que le llevaron a disputar la Copa Intercontinental, mientras demostraba un dominio aplastante en España con diez Ligas y seis Copas consecutivas como mayores logros. El citado Lolo Sáinz, mientras, se hizo cargo de las categorías inferiores formando nuevos activos que llevaron al club a una nueva etapa dorada.
El prestigio que comenzaba a adquirir el equipo propició el nacimiento de un torneo internacional, aprovechando la apertura de su pabellón deportivo de la Ciudad Deportiva. Bajo el nombre de Copa Intercontinental dio comienzo en enero del año 1966 una competición que más tarde fue rebautizada como Torneo Internacional de Navidad.
El torneo, organizado por la Comisión de Organizaciones Internacionales FIBA en sus primeras décadas, y merced a Raimundo Saporta y William Jones —directivos del organismo internacional—, fue además el punto de arranque de la Copa Intercontinental. Bajo la autorización y el apoyo de la FIBA se encargó el Real Madrid Club de Fútbol de su organización anual, reuniendo a equipos de la mayoría de continentes. El Pallacanestro Varese italiano, el Sport Club Corinthians Paulista brasileño y los Jamaco Saints Chicago se enfrentaron a los madrileños en la primera edición. El éxito propició una segunda edición en las navidades del mismo año bajo la denominación de Copa Latina, en un intento por recuperar la extinta competición europea y darle proyección, al igual que hiciese con la Copa Intercontinental.
Durante las cuatro décadas del torneo, equipos de la talla de los North Carolina Tar Heels —equipo universitario de Michael Jordan—, el Maccabi Tel Aviv Basketball Club, el Košarkaški Klub Split, el Treviso Basket, el Košarkaški klub Cibona, el P. B. K. TSSKA Moskva, el Club Joventut de Badalona o las selecciones nacionales de las extintas Unión Soviética o Yugoslavia fueron algunos de los prestigiosos participantes, en el que los madridistas levantaron el título en veinticinco oportunidades.
En la temporada 1973-74 consiguió una nueva Copa de Europa ante un Pallacanestro Varese que se convirtió en uno de sus grandes rivales y frente a los que disputaron otras tres finales entre 1969 y 1979, período en el que el conjunto italiano disputó todas las finales y que dominaba en todas las competiciones. Pese a la irrupción del club ialiano, los españoles continuaron con su prestigio conquistando a finales de la década su séptimo título continental y situarse de nuevo en solitario como el más laureado. En dicho período se proclamó además como el club con más victorias seguidas con 87, conseguidas del 6 de noviembre de 1971 al 2 de febrero de 1975.

### Lolo Sáinz continúa los éxitos antes del cambio de testigo (1975-1994)

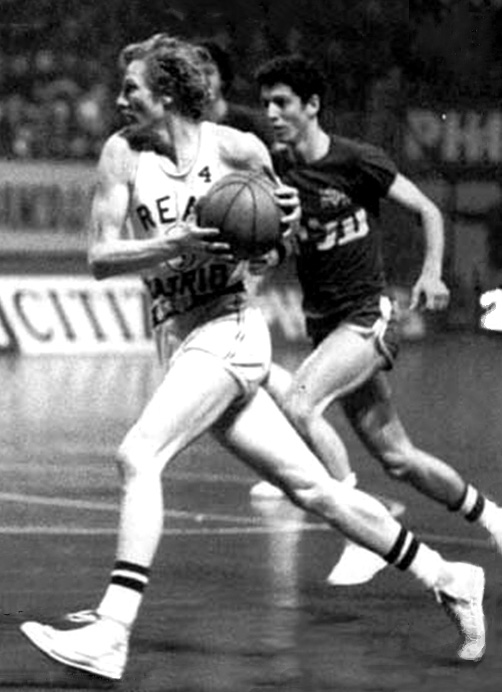
Wayne Brabender, máximo anotador histórico del club.

Antes de la retirada de Ferrándiz y Saporta de la sección, éstos lograron sumar cinco títulos de doblete de Liga y Copa de manera consecutiva, firmar una racha de ochenta y ocho partidos seguidos sin perder en Liga, y tomar la decisión de elegir como sucesor del banquillo a Lolo Sáinz, uno de los integrantes de la exitosa época como gran conocedor de la filosofía del club. La elección pronto se vio reflejada como un acierto, que sin llegar a igualar a su antecesor, cosechó un gran número de títulos nacionales y europeos en las dos décadas en las que dirigió al primer equipo.
Su sustituto en la cancha fue Juan Antonio Corbalán. Este capitaneó al equipo en otra gran época junto a Wayne Brabender, Rafael Rullán, Carmelo Cabrera, Juanma Iturriaga o Fernando Romay, y sus sucesores Chechu Biriukov y Fernando Martín. Todos contribuyeron a que no se detuvieran los éxitos de la sección. El citado Martín fue considerado como uno de los mejores jugadores que dio el club y el baloncesto español, ya que entre otros méritos fue el primer jugador del territorio y el segundo europeo en participar en la National Basketball Association (NBA) con Portland Trail Blazers, algo que años atrás parecía utópico.
El relevo aumentó a diez el récord del número de Ligas consecutivas, siendo hasta la actualidad la mejor racha firmada por un equipo español, mientras que su hegemonía en la Copa se vio frenada por el F. C. Barcelona —quien comenzó a vivir su gran época en los años ochenta— dejando para la historia unas de las más igualadas contiendas del panorama baloncestístico, junto con los producidos frente al Pallacanestro Varese. Frente a los italianos se disputaron la hegemonía en Europa, llegando a enfrentarse en cuatro finales de la máxima competición europea de clubes con un balance de dos victorias para cada equipo decantando Walter Szczerbiak la hegemonía igualada en el palmarés del lado español, a la vez que conquistaba tres Copas Intercontinentales consecutivas y lograr la mayor ventaja en un partido en España tras vencer en 1976 al Club Baloncesto Breogán por 140-48. Por su parte, el jugador se convertía en esa misma cita en el que consiguiera la mayor anotación de la historia de la liga y del club en un partido, aún vigente, con 65 puntos.
El gran crecimiento que experimentaba el baloncesto se vio particularmente reflejado en España en la década de los ochenta, donde se vivieron los años de mayor rivalidad. Las competiciones se ajustaron al crecimiento naciendo así a la nueva distancia de la línea de tres puntos —a 6,25 metros de canasta— mientras que se reestructura el sistema del campeonato nacional en arras del profesionalismo y bajo la Asociación de Clubs de Baloncesto, siendo renombrado como Liga ACB, trayendo grandes jugadores al país merced a los contratos.
Tras vencer en 22 de las 27 ediciones de la Liga Nacional se impuso en las tres primeras ACB. Fueron los años de la consagración de Fernando Martín, Romay e Iturriaga y las mayores disputas con los barcelonistas, al momento que la sección celebró sus Bodas de Oro.
En esta etapa conquistó también la Supercopa de España, título de reciente creación, por lo que se convirtió en el único club español en conseguir vencer todas las competiciones posibles a nivel nacional e internacional.

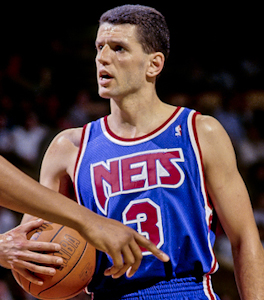
Dražen Petrović, uno de los mejores baloncestistas del club.

Tras la vuelta de Fernando Martín de Estados Unidos en lo que duró una única temporada, el club se reforzó con Dražen Petrović, uno de sus grandes rivales europeos con el Košarkaški klub Cibona que les privó de vencer una nueva Copa de Europa en 1985 y eliminarles en 1986 anotando 90 puntos en sus duelos directos. El Real Madrid se resarció en 1988 arrebatándole la Copa Korać, con la que Lolo Sáinz se convirtió en el primer entrenador que ganaba los tres títulos continentales (Copa de Europa, Recopa y Korac). La siguiente temporada, el croata llevó a los madrileños a un subcampeonato del Championship FIBA-NBA McDonald's que sustituyó a la Copa Intercontinental de manera oficiosa, y en el que el equipo blanco plantó cara a los Boston Celtics. Era la primera vez que el club se enfrentaba a un club NBA, en una época en que la competición americana buscaba nuevas vías de expansión. Meses después, conquistó una Copa del Rey y una Recopa de Europa en una de las finales más recordadas de la historia del baloncesto europeo. Petrović anotó 62 puntos y el equipo blanco se impuso por 117 a 113 al Sporting Club Juventus Caserta de Oscar Schmidt, autor de 44.
Fue el último título europeo de Lolo Sáinz tras quince años como entrenador blanco, quien pasó a ocupar la secretaría técnica al inicio de la campaña 1989-90. En su lugar colocó a un entrenador NBA, George Karl a la vez que Petrović hacía el camino inverso recayendo de nuevo el peso del equipo en Fernando Martín. Sin embargo el destino se cruzó en su camino el 3 de diciembre de 1989 cuando el pívot madrileño sufrió un accidente de tráfico mortal cuando se dirigía a un partido. Trágicamente y en circunstancias similares, el jugador croata fallecía el 7 de junio de 1993.
Tras la desgracia sufrida por Fernando Martín teniendo un tremendo impacto en la sociedad española y en particular en allegados y el club, quien retiró en su honor el dorsal 10, único que no ha podido vestir nadie más desde entonces, convirtiéndose en todo un referente del madridismo y del baloncesto español. Pese a ello el club se vio muy afectado anímicamente y se cedió el testigo como club dominador en favor del F. C. Barcelona.
Lo que no privó a la sección de seguir conquistando trofeos, pero ya sin la autoridad de épocas anteriores. En la temporada siguiente, sobrellevando aún el trágico suceso se repitieron los acontecimientos una tercera vez. En la final de la Copa Korać el entonces entrenador Ignacio Pinedo, falleció de un infarto cuando apenas se llevaban 16 minutos de la final del partido de ida. Aquella imagen impactó tanto en los jugadores que no pudieron sobreponerse en la prórroga del partido de vuelta de aquella final. Sin embargo, en la siguiente temporada pudieron dedicarle un triunfo con la conquista de una emotiva final de la Recopa de Europa en Nantes gracias a la canasta de Ricky Brown y con Clifford Luyk en los banquillos. El técnico fue quien popularizó la célebre expresión «la mirada del tigre», la que quería ver en sus jugadores, y se convirtió en símbolo del club y que dio nombre a una de sus peñas oficiales.

### Los últimos éxitos europeos previos a una etapa de transición (1994-2010)

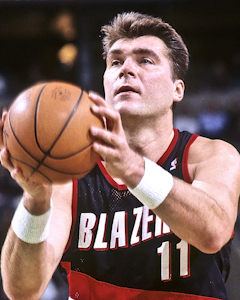
El pivot lituano Arvydas Sabonis, clave en la conquista de la 8.ª Copa de Europa.

En torno a la figura del lituano Arvydas Sabonis comenzó a proyectarse un equipo que volviese a la cima europea, y que se vio reforzada con el fichaje del norteamericano Joe Arlauckas. El trabajo les trajo un doblete al final de la campaña 1992-93 y unas semifinales de la renombrada Copa de Europa-Euroliga. Una nueva pérdida, del vicepresidente Mariano Jaquotot, precedió a la conquista en 1995 de la Euroliga, la octava del club, a las órdenes del laureado Želimir Obradović.
Vencida frente al Olympiakós Pireás por 73-61 rompían una sequía de quince años en la máxima competición europea de clubes, con el que fue su decimotercer título europeo y decimoséptimo internacional reafirmándose como el club más laureado en Europa. La temporada siguiente estuvo cerca de repetir guion al alcanzar nuevamente la final four aunque no pudo esta vez acceder a la final de una competición en la que Joe Arlauckas logró 63 puntos ante el Virtus Pallacanestro Bologna, siendo una de las mejores marcas en la historia del torneo.
Pese a sus éxitos deportivos, la sección atravesaba graves problemas económicos acrecentados por una reestructuración económica a nivel global en la entidad, la que unida a la salida de algunos de sus referentes como Sabonis —rumbo a la NBA—, Pep Cargol, o las retiradas de Biriukov o Antonio Martín hizo que se interrumpiese el longevo proyecto y hubiese de empezar casi de cero con la sección. Sin embargo, la apuesta personal del entonces presidente Lorenzo Sanz y la llegada a los despachos de Pedro Ferrándiz propició la llegada del mejor alero español del momento, Alberto Herreros, y de la estrella europea Dejan Bodiroga, pareja que junto a un buen grupo de jugadores experimentados como Pablo Laso, Alberto Angulo o Juan Antonio Orenga, lograron vencer la Recopa de Europa ante el Scaligera Basket Verona proclamándose junto al Pallacanestro Cantú como el club más laureado también en esta competición, siendo el primer título conquistado tras fallecer en febrero de ese mismo año Raimundo Saporta, el gran histórico dirigente de la sección y presidente de honor del club en aquellos momentos, que dieron paso a una época de sequía.
En 1998, debido a las grandes pérdidas financieras que generaba, sumado a la falta de títulos, se especuló con la posibilidad de suprimir la sección, algo que finalmente no ocurrió, y de nuevo se apostó por una gran reestructuración. Nuevos jugadores como Tanoka Beard, los hermanos Angulo o Saša Đorđević trajeron algunos éxitos a nivel nacional a la sección que la mantuvieron como uno de los referentes mundiales aunque sin recuperar el prestigio y autoridad de décadas anteriores, dando con un amplio abanico de entrenadores.

### La liga de Herreros y la Copa ULEB (2001-2010)

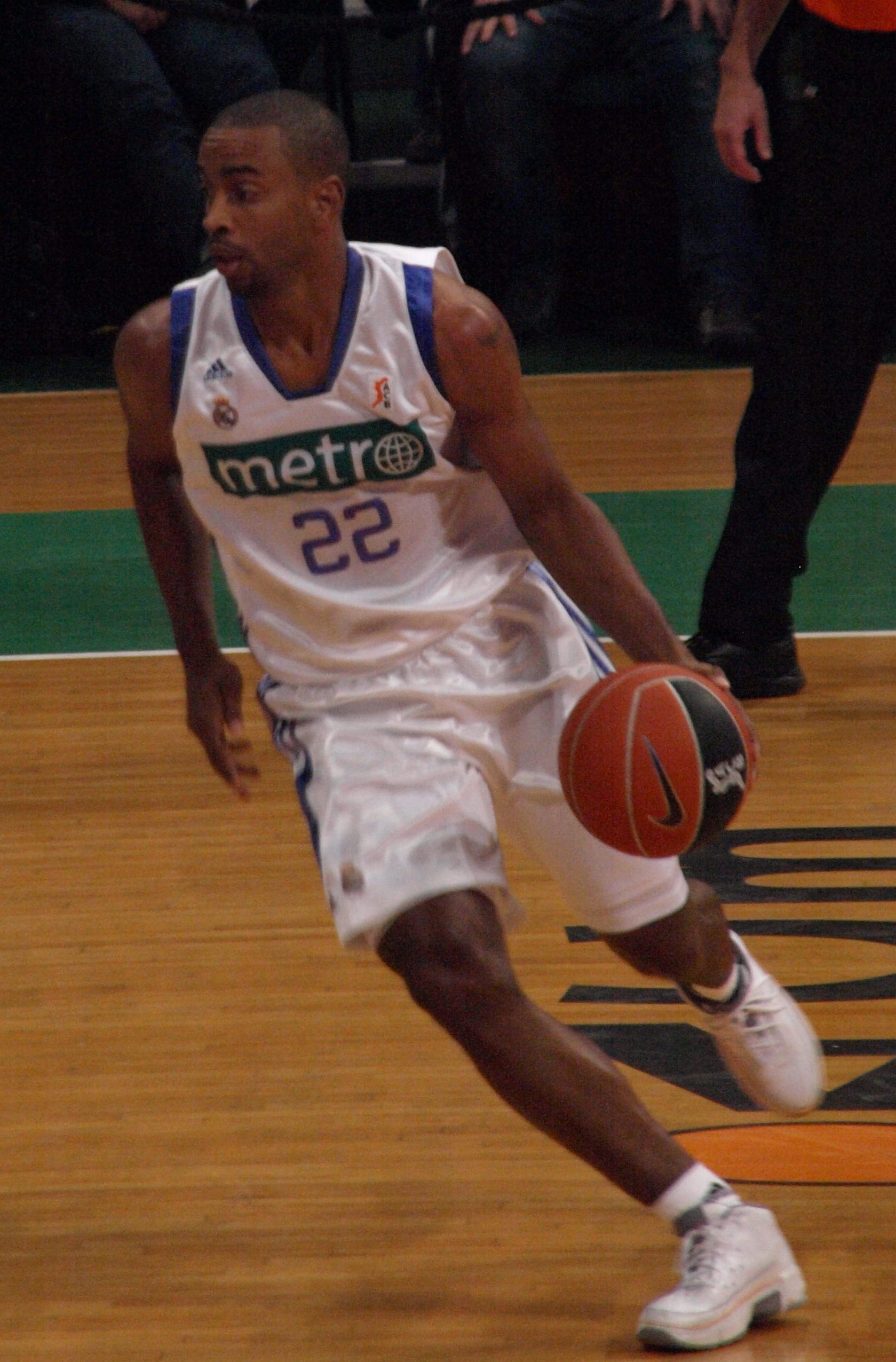
Louis Bullock, uno de los mejores anotadores que ha tenido el club.

El siglo XXI llegaría marcado para la sección con Florentino Pérez en la presidencia (en lo que sería su primer mandato), la llegada de Jorge Valdano a la Dirección Deportiva (de fútbol y de baloncesto), el fichaje de Raúl López y la venta de los terrenos de la antigua Ciudad Deportiva del Real Madrid Club de Fútbol (1963), incluyendo la demolición del histórico Pabellón Raimundo Saporta en 2004, la creación de una nueva Ciudad Real Madrid (inaugurada en 2005) y el proyecto de construir un futuro pabellón a la altura de los mejores, pasando a jugar sus encuentros de manera temporal en el Palacio de Vistalegre hasta 2010, para posteriormente jugar un año en la Caja Mágica (2010-11).
Además, en el primer partido de la nueva Copa de Europa -la Euroliga- (la máxima competición europea de clubes), correspondiente a la temporada 2000/01, el Real Madrid recibió un merecido homenaje por parte de Euroliga-ULEB. El partido inaugural fue un Real Madrid-Olympiakos disputado en el antiguo pabellón de la Ciudad Deportiva, renombrado Raimundo Saporta en 1999. No fue casualidad del calendario, sino un reconocimiento al equipo más laureado de Europa, y al más laureado en la máxima competición europea de clubes, que además ostenta la Copa de Europa en propiedad. Desaparecieron la Recopa de Europa (denominada Copa Saporta en honor al histórico dirigente) y la Copa Korac, naciendo una nueva competición, la Copa ULEB.
A comienzos del siglo XXI, la FIBA, a diferencia de la FIFA, no oficializó con un trofeo, como se hiciera en fútbol, al mejor club del Siglo XX, siendo el Real Madrid, sin discusión, el más laureado y con mejor trayectoria de todo el siglo XX en baloncesto (y que se convirtió en parte fundamental del considerado por la FIFA Mejor Club del siglo XX), con 51 títulos nacionales y 21 títulos internacionales hasta la fecha, siendo el más laureado de la FIBA.
Además, en la temporada 2000/01, en la que quedó subcampeón de Liga y de Copa (cayendo ante el Barcelona en sendas competiciones), Florentino Pérez nombra a Emiliano Rodríguez presidente de honor de la sección de baloncesto (en 2009 también de la Asociación de Veteranos), uno de los mejores jugadores de la historia del baloncesto europeo. Todo un honor que recayó en una de las personas que más ha hecho en las canchas por difundir el nombre del Real Madrid.
En la temporada 2002/03, con Javier Imbroda de técnico, la sección no logró los éxitos que sí lograría el equipo de fútbol en el año del centenario de la entidad, quedando además fuera de los play-off de Liga por primera vez en la historia. Y en la temporada siguiente con el argentino Julio Lamas en el banquillo se lograría alcanzar la final de la Copa Uleb (Eurocup) cayendo frente al Hapoel Jerusalem B.C. (72-83), tras una sensacional campaña, contando en la pista con Bennet con 22 puntos y Kamabala con 19, en una plantilla que también destacaban Lucas Victoriano o Alfonso Reyes, entre otros.
Esta sequía finalizaría con la llegada de Božidar Maljković en el banquillo (2004/05, 2005/06), considerado unos de los mejores entrenadores de Europa, y gracias a los fichajes que han pasado a la historia de la sección como Felipe Reyes, Louis Bullock o Axel Hervelle entre otros, así como el francés Mickaël Gelabale, llegan nuevos aires para la sección. Con la reedición de la Supercopa de España en 2004 se consigue llegar a la final frente al FC Barcelona perdiendo por tan solo un punto de diferencia (74-75). También se llegaría a la gran final de la Copa del Rey (2004-05). En 2005 tendría lugar una de las finales de Liga más impactantes que se recuerdan en el quinto partido de la serie celebrado en Vitoria. Perdiendo de 8 puntos a 42 segundos de la conclusión, el Real Madrid encadenó una serie de ataques rápidos que culminaron con el ya mítico triple desde la esquina de Alberto Herreros, haciendo subir el definitivo 69-70 al marcador, cerrando su carrera como el máximo anotador histórico de la ACB, incorporándose a la subdirección deportiva de la sección, siendo ocupada la dirección por Lolo Sáinz hasta que tras jubilarse le sustituyó en el cargo Antonio Martín Espina.

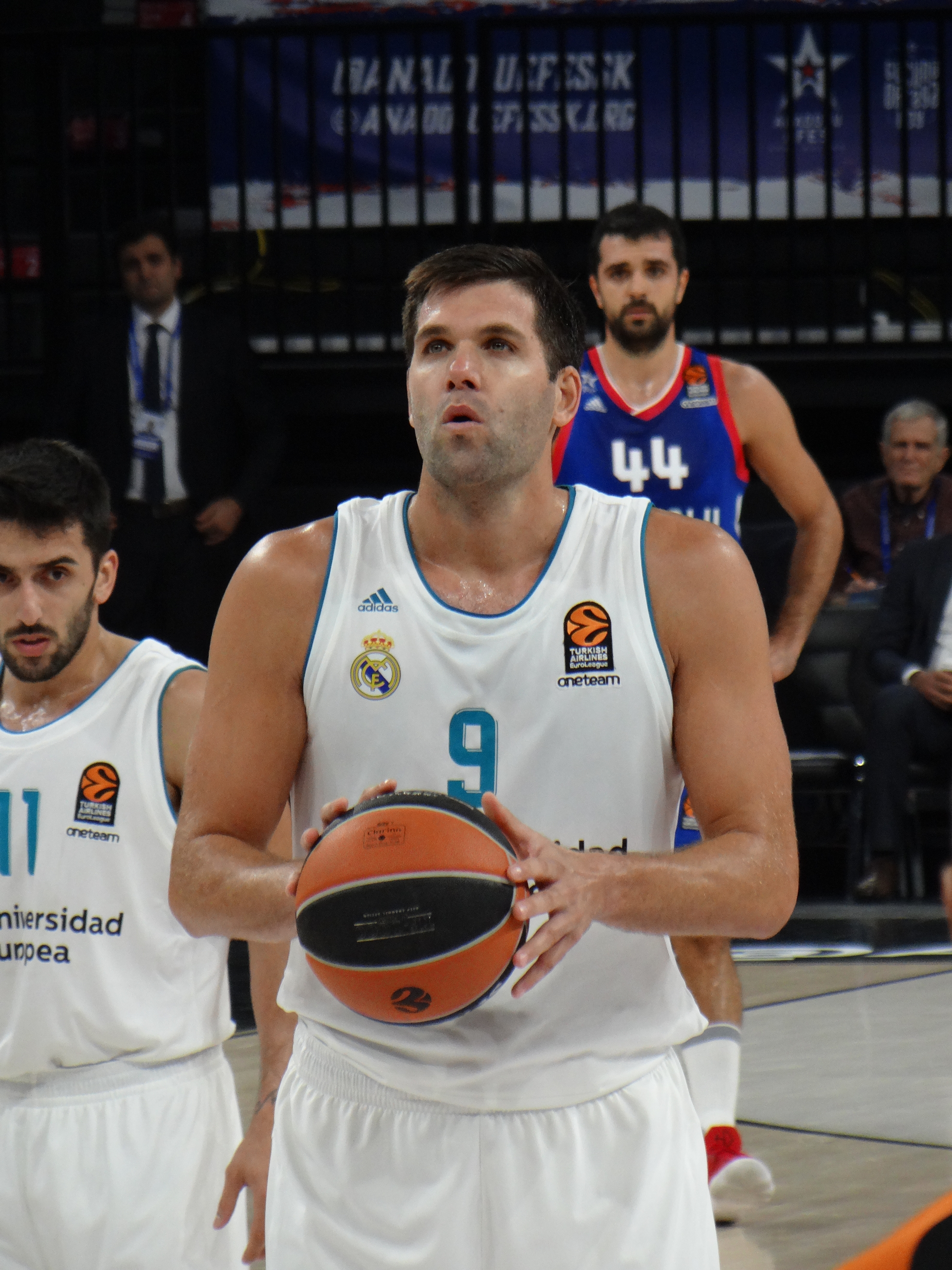
Felipe Reyes, capitán y uno de los ídolos de la afición blanca.

Con la llegada a la presidencia de Ramón Calderón, se contrata a Joan Plaza (2006-07, 2007-08, 2008-09) como una apuesta personal tras no lograr la contratación de otro técnico de más renombre. Pero pronto se demostraría su valía, logrando en su primera temporada (2006-07) la Copa Uleb (Eurocup) y el 30.ª título de Liga, además de alcanzar la final de Copa, en la que ya destacaba la incorporación de un joven base, Sergio Llull, que en 2009 se asociaría con Sergio Rodríguez traído de la NBA, para formar una de las parejas de bases más espectaculares. Aquella final de la Copa Uleb (Eurocup) conquistada frente al Lietuvos Rytas (75-87) en Spiroudome (Charleroi), fue gracias a la temporada de los Raúl López, Kerem Tunçeri, Louis Bullock, Charles Smith, Marko Tomas, Álex Mumbrú, Marko Milic, Venson Hamilton, Blagota Sekulić, Axel Hervelle, Felipe Reyes, Eduardo Hernández Sonseca, Ratko Varda, Nedzad Sinanovic, Richard N'Guema, Pablo Aguilar y Jan Fernando Martín (el hijo del mítico Fernando Martín), con Joan Plaza a la cabeza. Con este título se consiguió el 15.º título europeo en total, siendo el 19.º título internacional del club más laureado de la FIBA (22.º en total contabilizando el Torneo Internacional ACEB).
La temporada 2007-08 estuvo marcada por el fichaje del pívot griego Lazaros Papadopoulos, toda una estrella del baloncesto europeo que debido a su falta de adaptación no dio los frutos esperados, permaneciendo solo una temporada en la casa blanca. El 11 de octubre de 2007 se venció a los Toronto Raptors por 104-103 en el Palacio de Deportes de la Comunidad de Madrid correspondiente al NBA Europe Live Tour, siendo el cuarto equipo en conseguir derrotar a un NBA. En 2008 emotivo homenaje en un Real Madrid-Barcelona con motivo del fallecimiento del que fuera jugador del Real Madrid: Sergio Luyk (el hijo del mítico Clifford Luyk), con ovación y entrega de placa a sus familiares.
Con la llegada de Florentino Pérez a la presidencia en 2009 (en lo que sería su segundo mandato), llega en verano de aquel año Ettore Messina (que había sido cuatro veces campeón de Europa), quien abandona el club mediada su segunda temporada, tras no conseguir los éxitos esperados, quedando subcampeón de Supercopa y de Copa del Rey en dos ocasiones (así como del propio Antonio Martín como director de la sección), donde es sustituido por su asistente, Emanuele Molin, con quien se consigue alcanzar la Final Four de la Euroliga quince años después. En la Supercopa pierde de 34 puntos frente al FC Barcelona recibiendo una de sus derrotas más abultadas en el marcador. En 2009 llegaría Jorge Garbajosa, permaneciendo dos temporadas en el club, y en 2010 llegaría el croata Ante Tomić.
Pero esa apuesta de Florentino Pérez por el baloncesto, con la contratación de un entrenador de renombre, a pesar de no dar los frutos esperados, culminaron gracias a la llegada de una pieza clave para la sección, en la dirección técnica en los despachos, con Juan Carlos Sánchez en 2010. Contando en el organigrama técnico con exjugadores que apostaban por la sección, siendo Alberto Herreros subdirector (desde 2005), la incorporación de Alberto Angulo como director de la cantera en 2009, la llegada de Clifford Luyk en 2009 como asesor técnico y la figura de Emiliano Rodríguez como presidente de honor, comenzaba un nuevo proyecto y un nuevo rumbo para la histórica sección de baloncesto, que en marzo de 2006 celebró su 75.º aniversario, y cuyo proyecto tomará forma con la llegada de otro exjugador al banquillo blanco, en verano de 2011, Pablo Laso.
La década finaliza con 1 Copa ULEB (Eurocup), 2 ligas, 7 Torneos CAM y 2 Torneos de Navidad como competiciones más destacadas. El Torneo Internacional de Navidad finalizaría en 2004, con un epílogo en verano de 2006, poniendo punto final a uno de los torneos internacionales más importantes que durante décadas reunía a los mejores equipos en esta cita navideña, que en sus primeras décadas e inicios fue organizado por la FIBA.

### Vuelta a lo más alto con Pablo Laso (2011-2022)

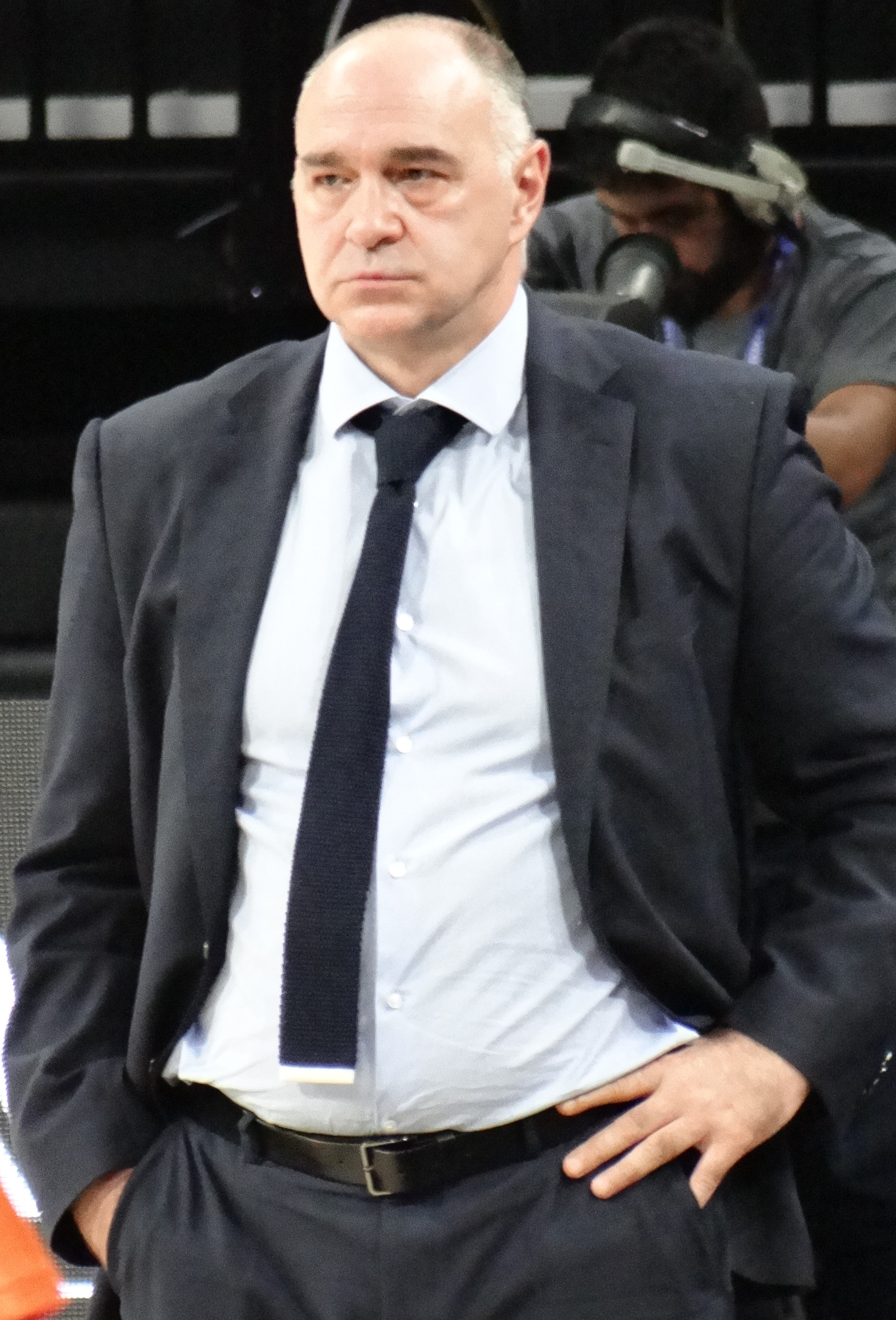
Pablo Laso, tercer entrenador más laureado de la historia del club.

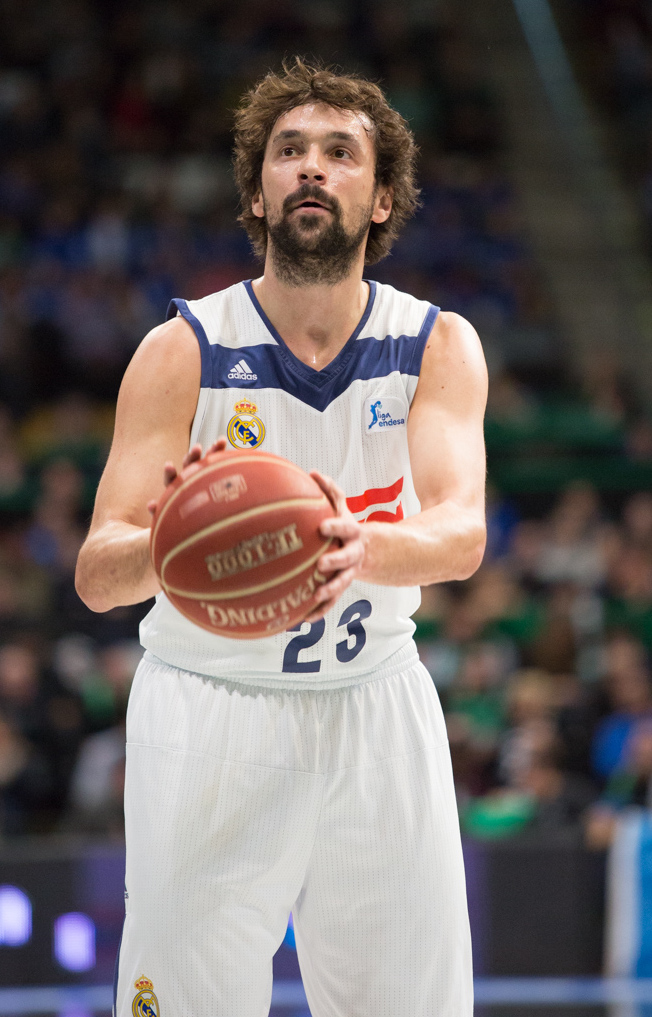
Sergio Llull, se convirtió en el referente del «Madrid de Laso».

La tónica del equipo hizo que desde el club se realizase un esfuerzo económico por la sección, y se contrató al exjugador del club Pablo Laso como entrenador. Su estilo ofensivo se reforzó con fichajes contrastados o de proyección como Chacho Rodríguez, Jaycee Carroll o la llegada del NBA Rudy Fernández como gran baluarte, o el canterano revelación Nikola Mirotić asentaron las bases para volver a lo más alto del panorama europeo. Incluso Serge Ibaka, internacional español jugó en el equipo durante los meses que duró el cierre patronal de la NBA.
Tras la vuelta al Palacio de Deportes se conquistó la Copa del Rey, tras 19 años de sequía, además de conquistar su trigésimo primer título de Liga con un registro de 38 victorias en 44 partidos. En Europa, consiguió tras 18 años llegar a la final four de la Euroliga perdiendo sin embargo el título frente al Olympiakós Pireás por 100-88. Las temporadas siguientes el club siguió aumentando su palmarés nacional, consagrándose jugadores como Llull o Mirotić, y llegó a una nueva final de la Euroliga, la decimosexta de su historia, escapándose nuevamente en el partido decisivo tras caer por 98-86 frente al histórico rival del Maccabi Tel Aviv Basketball Club.
Durante esta etapa firmó el mejor inicio de una temporada en la historia de la sección con 31 victorias seguidas —16 en Liga, 13 en Euroliga y 2 en Supercopa—, además de batir el récord de victorias en una Liga ACB y en el cómputo global superando el registro de 23 triunfos de la campaña 1960-61 bajo las órdenes de Ferrándiz. Por dicha primera gesta se le entregó un trofeo conmemorativo dejando la nueva marca en 28 victorias consecutivas en el campeonato nacional.
Los refuerzos de K. C. Rivers, Jonas Mačiulis, Andrés Nocioni y Gustavo Ayón ante la baja de Nikola Mirotić, quien puso rumbo a la NBA, firmaron un récord en la Euroliga de 21 victorias seguidas en casa que duró 20 meses, y aumentó a 70 jornadas la marca como líder de la Liga Regular. El equipo llegó por tercer año consecutivo a la final four con sede en Madrid, donde tras derrotar al Fenerbahçe Erkek Basketbol Takımı se enfrentó nuevamente al Olympiakós Pireás, con un Andrés Nocioni como MVP de la final, se proclamaron campeones de Europa por novena vez, siendo su vigesimotercer título internacional, competición que también conquistó el equipo juvenil en la Euroliga Júnior, con Luka Dončić como MVP.
El título se sumó a los del panorama nacional y al de la Copa Intercontinental para cerrar un póquer de títulos, nunca logrado en el baloncesto español y europeo —superando los campeonatos del Pallacanestro Varese en 1970 y 1973 y del Pallacanestro Olimpia Milano en 1987— con un balance total de partidos de 64-14. Los éxitos, que se extendieron por los equipos base, donde comenzó a desputar un joven Luka Dončić que tuvo sus primeras apariciones con el primer equipo.

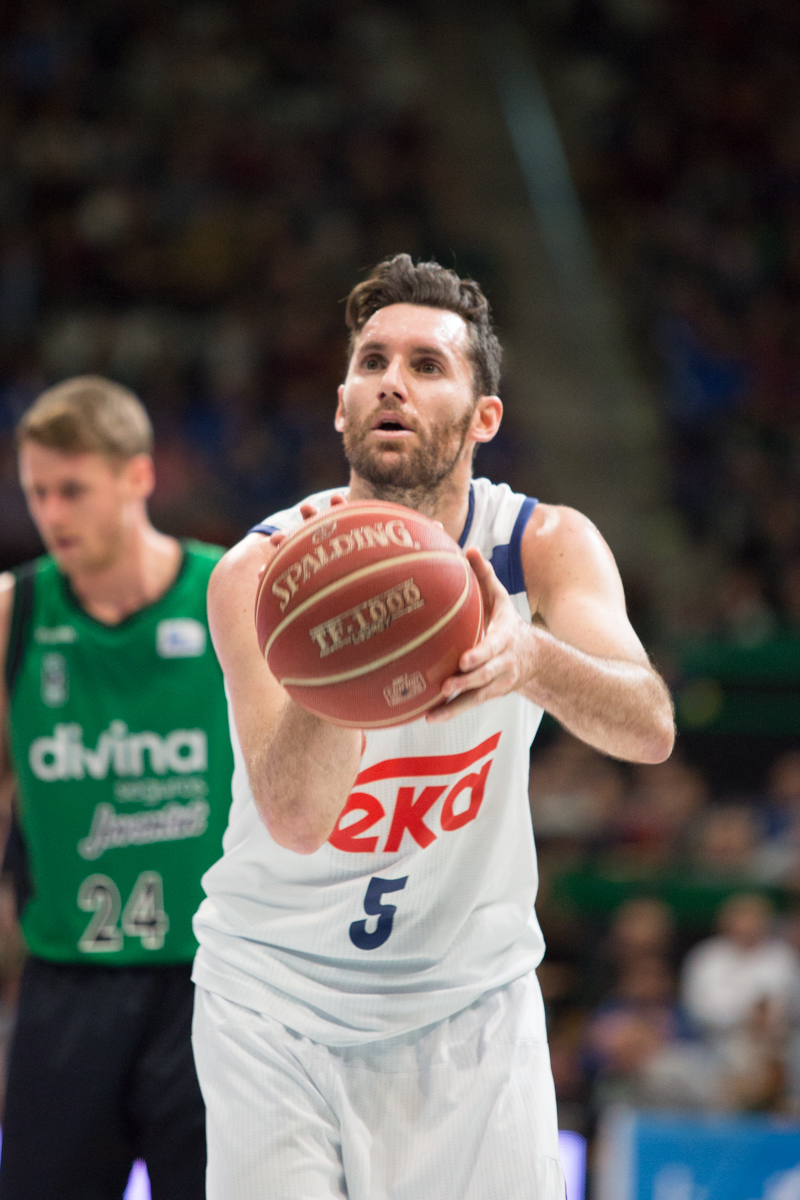
Rudy Fernández conquistó 26 títulos como madridista.

Para la campaña 2015-16 el jugador esloveno ingresó plenamente en el primer equipo junto a Willy Hernangómez con el objetivo de retener el título europeo, para lo que el club continuó con la progresión de la sección inaugurando sus propias instalaciones deportivas, dentro de la Ciudad Deportiva de Valdebebas, siendo liderados por el jugador franquicia Sergio Llull, quien renunció a ser el rookie (en español: novato) mejor pagado de la historia de la NBA tras rechazar una oferta de Houston Rockets. Ante el revuelo por su decisión de rechazar a la liga estadounidense, considerada como la mejor a nivel mundial, el jugador manifestó:

"Ha sido una decisión difícil porque la NBA es muy tentadora, pero es un orgullo y un privilegio defender esta camiseta y seguir haciendo historia en este equipo. Quiero agradecer a Houston el interés que ha mostrado, pero he valorado lo personal, lo económico y lo baloncestístico y creo que he tomado la decisión correcta para mí y para mi familia. Es un día muy feliz por renovar con el club que amo. Hay muchos niños que sueñan con jugar en la NBA, el mío era jugar en el Real Madrid y quiero seguir cumpliendo ese sueño. Cuando uno firma un contrato de renovación así [de seis años] es para quedarse. Soy feliz aquí y quiero ganar muchos títulos."
Sergio Llull sobre su trayectoria.

Los medios comenzaron a especular tras los elogios al jugador desde la NBA, sobre la posibilidad de que el cinco veces campeón mundial y club más laureado del baloncesto FIBA Europa, pudiera integrarse en la liga al vencer al subcampeón de conferencia Oklahoma City Thunder tras remontar 22 puntos de desventaja —segunda vez que vencía a un conjunto NBA en ocho encuentros—.
Durante la nueva temporada Llull se convirtió en el máximo asistente histórico del club con 1 160 asistencias, superando a su excompañero Chacho Rodríguez, quien emprendió una segunda etapa en la NBA con Philadelphia 76ers. Mismos pasos siguieron Willy Hernangómez y Maurice Ndour rumbo a New York Knicks, y fueron reemplazados por Álex Suárez, Othello Hunter y Anthony Randolph.
En una renovada Euroliga, el veterano Felipe Reyes se convirtió en el máximo reboteador de la competición siendo 1 516 con el conjunto madridista para un total con el club en Europa de 1 637. En ella venció a su máximo rival nacional, el F. C. Barcelona en el Palau Blaugrana por un histórico 63-102 que patentó varios registros, como el de la mayor diferencia de puntos lograda a domicilio en la historia de sus enfrentamientos, la mayor derrota del club catalán en Europa en su historia, la sexta marca histórica diferencial del club y la mayor a los azulgranas, o la mayor victoria en un clásico para el equipo visitante.
A nivel institucional se produjo el nombramiento como socio de honor de la entidad, la más alta distinción entregada por el club a un aficionado, a Pedro Ferrándiz por su labor para con el club durante su trayectoria.
En su nuevo formato, se convierte en campeón de Liga Regular de la Euroliga, y llega a su 8.ª Final Four, desde que existe este formato de la máxima competición europea (siendo la 4.ª Final Four en los últimos cinco años). Además, se proclama, nuevamente campeón de Liga Regular ACB (título honorífico), llegado a la gran final de Liga ACB por sexto año consecutivo.
En la temporada 2017/2018 llega a la final de Copa, se proclama campeón honorífico de Liga Regular ACB y consigue su 9.ª participación para la Final Four de la Euroliga (10 en total, contando todas las finales a 4), llega a su 18.ª finalísima, conquistando la 10.ª Copa de Europa de baloncesto venciendo al Fenerbahçe por 85-80.
Conquista su 34.ª Liga, frente a Baskonia, habiéndose proclamado previamente campeón de la fase regular.
En la temporada 2018/2019 se proclama campeón de la ACB, logrando su 35.º título ante el Barça.
La temporada 2019/2020 comienza con la consecución de la Supercopa de España ante el Barça en septiembre. Posteriormente gana la Copa del Rey ante el Unicaja en la final disputada en Málaga. En la fase final de la liga ACB es eliminado sin llegar a semifinales tras perder dos de los cinco partidos disputados ante Morabanc Andorra y San Pablo Burgos.
El 4 de julio de 2022, Pablo Laso y el Real Madrid separan sus caminos de forma abrupta.

### Nueva era (2022-Actualidad)
Chus Mateo que, hasta entonces, era asistente de Pablo Laso, coge las riendas del equipo de cara a la temporada 2022-23. Consiguen la Supercopa de España y la Euroliga de forma heroica.

## Uniforme
El Real Madrid de Baloncesto, al igual que el de fútbol, ha vestido siempre completamente de blanco, con excepción de algún complemento del uniforme en los periodos iniciales.
Las primeras equipaciones de la sección, portaban una gran banda horizontal de color morado, el color tradicional de la región de Castilla históricamente vinculada al club, a través del pecho, y no contaba con el escudo de la entidad, que se añadiría un año después, cuando se adoptaría ya una vestimenta sin mangas con el escudo del club en el centro de la misma. Una curiosidad al respecto, y que difiere del fútbol, es la de la posición del escudo, que se encuentra en el lado opuesto de la camiseta, como así se mantiene en la actualidad pese a que en ocasiones lo portase en el centro de la camiseta, e incluso en el lado izquierdo.
En cuanto al formato de las primeras equipaciones baloncestísticas del club, a diferencia de las actuales que no cuentan con mangas para favorecer el movimiento de los brazos, la mayoría de los equipos de la época del nacimiento de la sección en el año 1931, lucían camisetas con mangas como la del Madrid Basket-Ball, primer nombre de la sección, que portaba una camiseta similar a la del equipo de fútbol.
| Primera equipación | (Ver evolución) | Equipación actual |

## Organigrama deportivo

### Jugadores
Durante los más de cien años de la entidad han vestido la camiseta del club algunos de los considerados como mejores jugadores de su época y de la historia del baloncesto internacional. Reconocidos por su amplio palmarés tanto a nivel de club como a nivel de selecciones, los baloncestistas de nacionalidad estadounidense son los más representados —a excepción de los españoles— con un total de ochenta y cuatro jugadores, siendo más de doscientos los jugadores extranjeros que han defendido la camiseta blanca desde que Midelman lo hiciera en el primer partido oficial del club contra otra sociedad.
El croata Dražen Petrović, el lituano Arvydas Sabonis, los españoles Fernando Martín y Emiliano Rodríguez, el serbio Dražen Dalipagić y el bosnio Mirza Delibašić fueron incluidos por la FIBA en el salón de la fama del baloncesto —donde también fueron incluidos por su faceta de entrenadores Antonio Díaz-Miguel y Pedro Ferrándiz, y por su labor al baloncesto Anselmo López y Raimundo Saporta—.
Además destacan en la historia madridista los jugadores que más años estuvieron bajo disciplina del club, los españoles Sergio Llull y Rafael Rullán con un total de diecinueve y dieciocho temporadas respectivamente, por encima de las diecisiete de Juan Antonio Corbalán, Fernando Romay y Felipe Reyes y las dieciséis temporadas de los hispano-estadounidenses Clifford Luyk y Wayne Brabender, siendo los jugadores que más títulos oficiales han logrado en el club. 
En cuanto al número de partidos y anotación, el ya mencionado Rullán encabezaba la lista con un balance de 576 partidos —veinte por encima de Corbalán— y se situaba segundo en la lista de anotadores históricos —por debajo del registro de 12 479 puntos del también mencionado Brabender—, antes de verse superado por Felipe Reyes en ambos apartados.
Entre los jugadores en activo en la actualidad del club el menorquín Sergio Llull es el jugador que más temporadas y partidos acumula con 1083 apariciones repartidas en diecinueve temporadas mientras que el máximo anotador es el hispano-estadounidense Wayne Brabender con doce mil cuatrocientos setenta y nueve puntos en dieciséis años, arrojando un promedio aproximado de más de setecientos puntos por temporada. En el apartado extranjero Jaycee Carroll es quien más partidos acumula tras superar en la temporada 2016-17 a Louis Bullock, mientras que el estadounidense Walter Szczerbiak ostenta el récord en anotación en un partido en competición nacional en España con 65 puntos logrados frente al Club Baloncesto Breogán (140-48), la segunda mejor marca individual contabilizando los campeonatos regionales.
| Máximos anotadores | Máximos anotadores | Máximos anotadores | Más partidos disputados | Más partidos disputados | Más partidos disputados | Más temporadas disputadas | Más temporadas disputadas                                 | Más temporadas disputadas |
| ------------------ | ------------------ | ------------------ | ----------------------- | ----------------------- | ----------------------- | ------------------------- | --------------------------------------------------------- | ------------------------- |
| 1.                 | Wayne Brabender    | 12 479 puntos      | 1.                      | Sergio Llull            | 1083 partidos           | 1.                        | Sergio Llull                                              | 19 temporadas             |
| 2.                 | Sergio Llull       | 11 515 puntos      | 2.                      | Felipe Reyes            | 1046 partidos           | 2.                        | Rafael Rullán                                             | 18 temporadas             |
| 3.                 | Felipe Reyes       | 9 613 puntos       | 3.                      | Rudy Fernández          | 754 partidos            | 3.                        | Juan Antonio Corbalán / Felipe Reyes                      | 17 temporadas             |
| 4.                 | Clifford Luyk      | 7 995 puntos       | 4.                      | Jaycee Carroll          | 709 partidos            | 4.                        | Clifford Luyk / Wayne Brabender / Fernando Romay          | 16 temporadas             |
| 5.                 | Rafael Rullán      | 7 923 puntos       | 5.                      | Fernando Romay          | 686 partidos            | 5.                        | Emiliano Rodríguez / Cristóbal Rodríguez / Rudy Fernández | 13 temporadas             |
| Ver lista completa | Ver lista completa | Ver lista completa | Ver lista completa      | Ver lista completa      | Ver lista completa      | Ver lista completa        | Ver lista completa                                        | Ver lista completa        |

Asimismo merecen ser destacadas algunas generaciones de equipos del club como el «Madrid de Ferrándiz» —etapa en la que el club consiguió conquistar cuatro Copas de Europa, y veintitrés títulos nacionales; el «Madrid de Lolo Sáinz» —equipo que logró nueve títulos internacionales entre Copas Intercontinentales/Mundiales de Clubes, Copas de Europa, Recopas de Europa y Copa Korać, además de trece a nivel nacional—, o el «Madrid de Laso» —equipo que conquistó una Copa Intercontinental y dos Euroligas, que completaron con diecinueve títulos nacionales, tres de ellos dentro del recordado «repóquer» en un mismo año (2015)—.

### Dorsales retirados

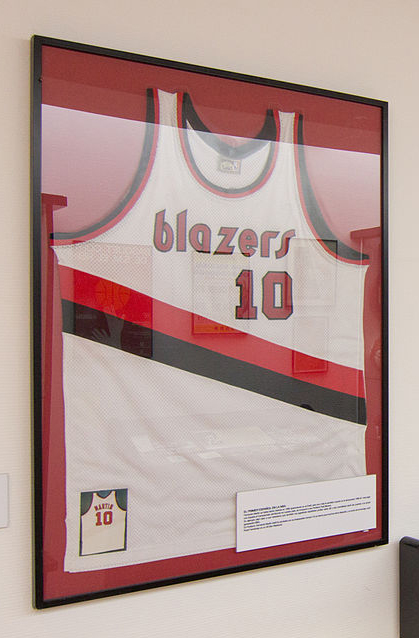
Camiseta de Fernando Martín, primer jugador español NBA.

El Real Madrid es uno de los clubes que como medida excepcional adoptó la tradición estadounidense de retirar los números de las camisetas de los jugadores que han hecho historia en el club en señal de reconocimiento. Así, tras el hecho, ningún jugador posterior podrá lucir dicho número, que quedará como homenaje póstumo al jugador. Sin embargo, esta práctica no está aceptada por los organismos oficiales de España, por lo que se produce a efectos honorables.
| 1981 – 1989 Fernando Martín |

A fecha de 2023 el único dorsal que ha gozado de tal privilegio a reconocimiento póstumo es el del malogrado Fernando Martín, jugador emblemático del club y símbolo tanto del madridismo como de la selección española. Jugó en el club entre las temporadas 1981-86 y 1987-89 con el dorsal diez a la espalda, siendo el único hasta el momento que ha sido retirado por el club en su honor. Falleció en diciembre de 1989 siendo el primer español y el segundo europeo en jugar en la considerada mejor liga de baloncesto del mundo, la norteamericana National Basketball Association (NBA), y habiendo conquistado catorce títulos oficiales y varios torneos de renombre, además de numerosas marcas individuales.
Con la selección española fue ochenta y seis veces internacional y conquistó la medalla de plata tanto en el EuroBasket de Nantes 1983 como en los Juegos Olímpicos de Los Ángeles 1984 disputada frente al combinado estadounidense de Michael Jordan y Patrick Ewing, además de disputar los Campeonatos del Mundo de Colombia 1982 y España 1986.
El día 30 de noviembre de 2014, ante la proximidad del 25.º aniversario del fallecimiento del mítico Fernando Martín (3 de diciembre de 1989), el Real Madrid le rindió un emotivo homenaje coincidiendo, además, con el enfrentamiento ante el CAI Zaragoza, al igual que ocurrió 25 años atrás, en aquel fatídico día. Durante la rueda de calentamiento, los jugadores madridistas llevaron camisetas con el nombre de F. Martín y el dorsal 10 en la espalda (el único retirado en su honor). Además, antes del encuentro, tuvo lugar un acto en el que participaron su hermano Antonio Martín y varios excompañeros de equipo (Corbalán, Romay, etc.). Unos niños salieron a la cancha del Palacio de la Comunidad de Deportes de Madrid con una lona que representaba la camiseta retirada de Fernando Martín. En las pantallas se proyectó un emotivo vídeo, tras el cual, el capitán Felipe Reyes entregó a Antonio Martín una camiseta firmada por todos los jugadores de la plantilla y Rafa Rullán (presidente de la Asociación de Veteranos) entregó una placa, con una fotografía de Fernando Martín, con la leyenda “Siempre en nuestro corazón”. También, las peñas "Berserkers" y "Ojos del Tigre" contribuyeron con emotivas pancartas ("25 Años después, tu espíritu sigue vivo", "25 Años Recordándote"). El equipo le dedicó al mítico 10, y referente emocional del madridismo, la victoria final.
Actualmente su figura está reconocida a título póstumo en el Salón de la Fama FIBA desde el 1 de marzo de 2007, fecha en la que también fue incluido su excompañero de equipo Dražen Petrović, fallecido en similares circunstancias cuarenta y dos meses después. Además, pertenece al selecto grupo de los 50 Mayores Contribuidores del Baloncesto FIBA (1991).

### Plantilla
Entre el equipo técnico se encuentran también el médico Miguel Ángel López Andrades, el médico especialista en podología Javier Barrio, los fisioterapeutas Samuel Castillo Sánchez y Manuel González Contreras, los responsables de material Óscar Muñoz y José Luis Ciria y el jefe de prensa Jorge Pérez.

### Altas y bajas 2025-26
| Altas            | Altas     | Altas                   | Altas           | Altas |
| Jugador          | Posición  | Procedencia             | Tipo            | Coste |
| ---------------- | --------- | ----------------------- | --------------- | ----- |
| Izan Almansa     | Pívot     | Delaware Blue Coats     | Fin de contrato | —     |
| David Krämer     | Escolta   | La Laguna Tenerife      | Fin de contrato | —     |
| Théo Maledon     | Base      | ASVEL Lyon-Villeurbanne | Fin de contrato | —     |
| Chuma Okeke      | Ala-Pívot | Cleveland Cavaliers     | Fin de contrato | —     |
| Gabriele Procida | Escolta   | ALBA Berlín             | Fin de contrato | —     |

| Bajas               | Bajas     | Bajas            | Bajas                 | Bajas    |
| Jugador             | Posición  | Destino          | Tipo                  | Ingresos |
| ------------------- | --------- | ---------------- | --------------------- | -------- |
| Hugo González       | Alero     | Boston Celtics   | Fin de contrato       | —        |
| Serge Ibaka         | Pívot     | Bandera de ?     | Fin de contrato       | —        |
| Džanan Musa         | Alero     | BC Dubai         | Fin de contrato       | —        |
| Eli Ndiaye          | Ala-Pívot | Atlanta Hawks    | Fin de contrato       | —        |
| Xavier Rathan-Mayes | Escolta   | FC Bayern Múnich | Rescisión de contrato | —        |

### Parcela técnica
|  | Para más detalles, consultar Entrenadores del Real Madrid Baloncesto |

Por la sección de baloncesto han pasado entrenadores que forman parte de la historia del baloncesto y del Real Madrid, como Pedro Ferrándiz, Lolo Sainz, Ignacio Pinedo, Freddy Borrás, Joaquín Hernández, Željko Obradović o Pablo Laso, entre otros. Los más laureados son Pedro Ferrándiz que después de entrenar a los equipos filiales, en el primer equipo conquistó treinta y ocho títulos en apenas diez temporadas —veintisiete de ellos oficiales—, siendo tres temporadas más director deportivo (miembro del Basketball Hall of Fame y del FIBA Hall of Fame), Lolo Sainz que habiendo sido jugador del conjunto blanco y siendo partícipe de muchos de los títulos anteriormente mencionados, como entrenador conquistó también treinta y ocho títulos en catorce temporadas —veinticuatro de ellos oficiales—, y Pablo Laso que conquistó 22 títulos oficiales.
También destacan nombres como Clifford Luyk, quien después de su brillante etapa como jugador —siendo el jugador que más títulos oficiales ha conquistado en la historia de la sección— permaneció de entrenador ayudante de Lolo Sainz durante seis temporadas (1983-89) y una con George Karl (1989-90). Previamente había entrenado al juvenil durante tres temporadas (1978-81) y al júnior durante dos (1981-83), siendo posteriormente entrenador principal en 1992-94 y 1998-99 y director Técnico en 1995-96 para pasar a ser asesor técnico desde 2009.
Hasta 2022 fue entrenador del Real Madrid el exjugador ya mencionado, Pablo Laso, (nombrado cinco años —tres consecutivos— mejor entrenador de la liga Regular ACB (2012/13, 2013/14, 2014/15, 2017/18 y 2020/21), cinco veces mejor entrenador ACB (2012/13, 2014/15, 2015/16, 2017/18 y 2018/19) y mejor entrenador del año de la Euroliga (2014/15 y 2017/18) —quien ha conquistado hasta el momento: seis Ligas (siete de Liga Regular), seis Copas, siete Supercopas de España, dos Euroligas (llegando a 5 finales y 7 Final Four) y una Copa Intercontinental. Además, cuatro subcampeonatos de Liga y otros cuatro de Copa del Rey), además de lograr tres Torneos CAM (sin olvidar, la conquista de doce trofeos de carácter amistoso)—, que junto a sus asistentes Chus Mateo y Žan Tabak, el delegado José Antonio Blanco, el preparador físico Juan Trapero, el jefe de prensa Jorge Pérez, el médico Miguel Ángel López, los preparadores físicos (Samuel Castillo y Manuel González) y los encargados de material (Óscar Muñoz y José Luis Ciria) forman el actual cuerpo técnico.
Tras su desvinculación del club por un infarto de miocardio sufrido al final de temporada, el hasta entonces adjunto Chus Mateo se hizo cargo del primer equipo.

#### Cuerpo Técnico 2022-23[121][122]
- Entrenador: Chus Mateo
  - Entrenadores Ayudantes: Paco Redondo e Isidoro Calín
    - Delegado: José Antonio Blanco
    - Preparador Físico: Juan Trapero
      - Encargado de Material: Óscar Muñoz
      - Encargado de Material: José Luis Ciria

    - Jefe de Prensa: Jorge Pérez
    - Médico: Miguel Ángel López Andrades y Javier Barrios
      - Fisioterapeuta: Samuel Castillo
      - Fisioterapeuta: Manuel González

### Presidencia y Junta directiva
|  | Para más detalles, consultar Presidentes del Real Madrid Club de Fútbol |

Desde sus inicios, y como sección perteneciente al Real Madrid Club de Fútbol, el equipo de baloncesto posee la misma presidencia y junta directiva que el equipo de fútbol, uniendo sus funciones en ambas secciones según el organigrama y sus diferentes competencias. Pese a ello la sección cuenta con su propia área de actuación, en la que el exjugador Emiliano Rodríguez es su presidente de honor.
La Junta directiva, cuyos integrantes deberán ser socios del club, y las distintas direcciones del club para la temporada 2016-17 están compuestas por los siguientes mandatarios para la sección de baloncesto:
- Presidencia: Florentino Pérez Rodríguez
  - Asesor Presidencial y Pte. de Honor de la Sección: Emiliano Rodríguez
- Dirección Sección: Juan Carlos Sánchez Lázaro
  - Dirección Técnica: Alberto Herreros
  - Asesor Técnico: Clifford Luyk
  - Dirección Primer Equipo (entrenador): Chus Mateo
  - Dirección Cantera: Alberto Angulo

## Datos de la sección
|  | Para los detalles estadísticos del club, véase Estadísticas del Real Madrid Baloncesto |

### Denominaciones
A lo largo de su historia, la entidad ha visto como su denominación variaba por diversas circunstancias hasta la actual de Real Madrid Baloncesto —adoptada en el año 2000—, y en la mayoría de las ocasiones por estar ligada a la sección principal del club, la futbolística. La rama baloncestística se fundó bajo el mismo nombre que la entidad a efectos legales, si bien es cierto que se la refería en ocasiones con el apelativo de basket-ball para diferenciarla en algunos contextos.
A continuación se listan las distintas denominaciones de las que ha dispuesto el club a lo largo de su historia:
- Real Madrid Basket-Ball; 1931-31. Nombre oficial en su fundación.
- Madrid Basket-Ball; 1931-41. Se proclama la Segunda República Española por lo que todo símbolo o alusión monárquica es eliminada.
- Real Madrid (Club de Fútbol); 1941-2000. Denominación igual a la sección principal tras la castellanización de los anglicismos y la restauración las alusiones monárquicas. El apelativo «Club de Fútbol» cayó en desuso en la sección.
- Real Madrid (Otaysa); 1990-91. La ACB incorpora a su denominación el nombre de su principal patrocinador. (No oficial del club)
- Real Madrid (Asegurator); 1991-92. La ACB incorpora a su denominación el nombre de su principal patrocinador. (No oficial del club)
- Real Madrid (Teka); 1992-94 y 1996-99. La ACB incorpora a su denominación el nombre de su principal patrocinador (exceptuando las temporadas 1994-96). (No oficial del club)
- Real Madrid Baloncesto; 1994-Act. El equipo añade la especificación de la sección a su denominación deportiva (exceptuando las temporadas 1996-99).

### Trayectoria y palmarés resumido
|  | Para más detalles, consultar Palmarés del Real Madrid Baloncesto y Trayectoria del Real Madrid Baloncesto |

A lo largo de su historia ha conquistado un total de 150 títulos, de los cuales 39 son de carácter regional, 76 nacional y el resto de carácter internacional (de los cuales cuenta con 18 títulos europeos de carácter oficial según FIBA y ULEB y 17 de carácter mundial según FIBA contando el torneo de Navidad). Además, ha conquistado más de 50 trofeos de carácter amistoso.
Entre ellos destacan 38 Ligas españolas (siendo campeón honorífico de Liga regular en dieciséis ocasiones), 29 Copas de España, 10 Supercopas, 11 Copas de Europa/Euroligas (llegando a 21 finales y 14 Final Four, y consiguiendo 2 campeonatos de Liga Regular) y 5 Intercontinentales de carácter mundial de clubes FIBA, que le convierten en el dominador del palmarés de dichas competiciones, consideradas las más prestigiosas a nivel de clubes de España y Europa. Además, ostenta ser la entidad más laureada de España, de Europa y del baloncesto FIBA, con 76 títulos nacionales (FEB y ACB) y 23 títulos internacionales (FIBA y ULEB), sin contar con las ediciones del Torneo Internacional de Navidad FIBA (12 oficiales de los 26 conquistados). Además, cuenta con 3 títulos del Torneo Internacional de la ACB (siendo el más laureado de esta extinta competición). 
A las once Copas de Europa y cinco campeonatos mundiales ya mencionados, el palmarés internacional se completa con cuatro Recopas de Europa —siendo el club más laureado en las tres competiciones—, una Copa Korać, una Copa ULEB y una Copa Latina, llegando a conquistar en tres ocasiones la triple corona. Además, ostenta una Copa de Europa en propiedad.
La sección es la más laureada de España, con 38 títulos de Liga, competición en la que ha permaneciendo siempre en su máxima categoría, siendo el único club en conquistar 10 títulos de manera consecutiva (desde el formato de play-off ha conquistado el título honorífico de campeón de Liga regular en dieciséis ocasiones). En la competición copera, cuenta con 29 títulos de Copa de España, logrando en diecinueve ocasiones el doblete nacional (Liga y Copa). Su palmarés nacional se completa con diez títulos de Supercopa de España.
A nivel regional también es el más laureado, sumando once Campeonatos de Castilla, ocho Campeonatos Regionales de Madrid y veinte Torneos de la Comunidad de Madrid, sumando un total de 39 títulos regionales.
Además, el club ha conquistado veintiséis títulos del Torneo Internacional de Navidad siendo el más laureado de este torneo organizado la FIBA y posteriormente el Real Madrid en solitario en una iniciativa por consolidar un torneo internacional, aunque sus relaciones con la FIBA siguieron, y prueba de ello es la constante presencia, año tras año, del torneo de Navidad que, pese a lo que pueda pensar el aficionado, no organiza el Real Madrid sino el comité de actividades internacionales de la FIBA. Sirviendo su primera edición como punto de arranque de la Copa Intercontinental FIBA, quedando finalmente como un torneo de carácter amistoso pero de gran prestigio internacional, considerado uno de los mejores torneos de baloncesto adquiriendo un gran prestigio en todo el baloncesto FIBA.
No se incluyen los trofeos de carácter amistoso.
Nota: en negrita competiciones vigentes en la actualidad.
| Competición nacional (77)     | Competición nacional (77)     | Títulos | Subcampeonatos |
| ----------------------------- | ----------------------------- | --- | --- |
| Campeonato de Liga (38)       | Campeonato de Liga (38)       | 1956-1957, 1957-1958, 1959-1960, 1960-1961, 1961-1962, 1962-1963, 1963-1964, 1964-1965, 1965-1966, 1967-1968, 1968-1969, 1969-1970, 1970-1971, 1971-1972, 1972-1973, 1973-1974, 1974-1975, 1975-1976, 1976-1977, 1978-1979, 1979-1980, 1981-1982, 1983-1984, 1984-1985, 1985-1986, 1992-1993, 1993-1994, 1999-2000, 2004-2005, 2006-2007, 2012-2013, 2014-2015, 2015-2016, 2017-2018, 2018-2019, 2021-2022, 2023-2024, 2024-2025. (Récord) | 1958-1959, 1966-1967, 1977-1978, 1982-1983, 1987-1988, 1988-1989, 1991-1992, 1996-1997, 2000-2001, 2011-2012, 2013-2014, 2016-2017, 2020-2021, 2022-2023. (14) |
| Copa de España (29)           | Copa de España (29)           | 1950-1951, 1951-1952, 1953-1954, 1955-1956, 1956-1957, 1959-1960, 1960-1961, 1961-1962, 1964-1965, 1965-1966, 1966-1967, 1969-1970, 1970-1971, 1971-1972, 1972-1973, 1973-1974, 1974-1975, 1976-1977, 1984-1985, 1985-1986, 1988-1989, 1992-1993, 2011-2012, 2013-2014, 2014-2015, 2015-2016, 2016-2017, 2019-2020, 2023-2024. (Récord) | 1932-1933, 1943-1944, 1947-1948, 1948-1949, 1952-1953, 1954-1955, 1957-1958, 1962-1963, 1968-1969, 1975-1976, 1977-1978, 1980-1981, 1981-1982, 1987-1988, 2000-2001, 2004-2005, 2006-2007, 2009-2010, 2010-2011, 2017-2018, 2018-2019, 2020-2021, 2021-2022, 2024-2025. (24) |
| Supercopa de España (10)      | Supercopa de España (10)      | 1984-1985, 2012-2013, 2013-2014, 2014-2015, 2018-2019, 2019-2020, 2020-2021, 2021-2022, 2022-2023, 2023-2024. (Récord) | 1985-1986, 1986-1987, 2004-2005, 2009-2010. (4) |
| Copa Príncipe de Asturias (0) | Copa Príncipe de Asturias (0) | | 1987-1988. (1) |

| Competición internacional (23)           | Títulos | Subcampeonatos |
| ---------------------------------------- | --- | --- |
| Euroliga (11)                            | 1963-1964, 1964-1965, 1966-1967, 1967-1968, 1973-1974, 1977-1978, 1979-1980, 1994-1995, 2014-2015, 2017-2018, 2022-2023. (Récord) | 1961-1962, 1962-1963, 1968-1969, 1974-1975, 1975-1976, 1984-1985, 2012-2013, 2013-2014, 2021-2022, 2023-2024 (10). |
| Mundial de Clubes / Intercontinental (5) | 1976, 1977, 1978, 1981, 2015. (Récord)                                                                                            | 1965, 1968, 1970. (3)                                                                                              |
| Recopa de Europa (4)                     | 1983-1984, 1988-1989, 1991-1992, 1996-1997. (Récord compartido)                                                                   | 1981-1982, 1989-1990. (2)                                                                                          |
| Eurocup (1)                              | 2006-2007. | 2003-2004. (1) |
| Copa Korać (1)                           | 1987-1988. | 1990-1991. (1) |
| Copa Latina (1)                          | 1952-1953. (Récord) | |

| Torneo Internacional (12)                 | Títulos | Subcampeonatos                                                                     |
| ----------------------------------------- | --- | ---------------------------------------------------------------------------------- |
| Torneo de Navidad (26) (12 medallas FIBA) | 1967, 1968, 1969, 1970, 1972, 1973, 1974, 1975, 1976, 1977, 1978, 1980, 1981, 1985, 1986, 1987, 1990, 1991, 1992, 1995, 1996, 1997, 2000, 2003, 2004, 2006. (Récord) | 1966, 1971, 1979, 1982, 1983, 1984, 1988, 1989, 1994, 1998, 1999, 2001, 2002 (13). |
| Championship FIBA-NBA (0)                 | | 1988. (1)                                                                          |

| Competición regional (39)            | Títulos | Subcampeonatos                                                                              |
| ------------------------------------ | --- | ------------------------------------------------------------------------------------------- |
| Campeonato de Castilla / Centro (11) | 1932-1933, 1941-1942, 1942-1943, 1943-1944, 1947-1948, 1948-1949, 1949-1950, 1952-1953, 1953-1954, 1955-1956, 1956-1957. (Récord) | 1931-1932, 1933-1934, 1940-1941, 1945-1946, 1946-1947, 1950-1951, 1951-1952, 1954-1955 (8)  |
| Torneo Comunidad de Madrid (20)      | 1984-1985, 1985-1986, 1986-1987, 1987-1988, 1989-1990, 1991-1992, 1994-1995, 1995-1996, 1997-1998, 2000-2001, 2004-2005, 2005-2006, 2006-2007, 2007-2008, 2008-2009, 2009-2010, 2010-2011, 2011-2012, 2012-2013, 2013-2014. (Récord) | 1988-1989, 1992-1993, 1993-1994, 1996-1997, 1998-1999, 1999-2000, 2001-2002, 2003-2004. (8) |
| Torneo Marca (8)                     | 1957-1958, 1958-1959, 1960-1961, 1961-1962, 1962-1963, 1963-1964, 1965-1966, 1966-1967. (Récord) | 1964-1965. (1)                                                                              |

Es el único conjunto junto al Club Joventut de Badalona que siempre ha permanecido en la máxima categoría del baloncesto español sumando un total de sesenta y seis comparecencias. En cuanto al panorama internacional, el club fue uno de los seis equipos que participaron en la primera edición de la Copa de Europa —actual Euroliga y más prestigiosa competición de clubes en Europa—, habiéndola disputado un total de cincuenta y cuatro temporadas no compareciendo únicamente en once ediciones, siendo el club con más presencias junto al Maccabi Tel Aviv Basketball Club entre los 352 equipos que alguna vez la han jugado.
| Real Madrid                                                                   | 11 | (8) | (20) | 38 | 29 | 10 | 11 | 4 | 1 | 1 | 1 | 5 | (12) | 151 |
| Datos actualizados a la consecución del último título el 26 de junio de 2025. |    |     |      |    |    |    |    |   |   |   |   |   |      |     |

Notas : Desde 2004 la ULEB se integró dentro de FIBA Europa, tras la escisión FIBA-EUROLIGA (ULEB), aunque a partir de la temporada 2016/17 tuvo lugar una nueva fractura. Por otra parte, hay que mencionar, que, existió una tercera competición europea: FIBA EuroChallenge -Eurocup FIBA-, desaparecida en 2015 para dar paso a la nueva Copa Europea de la FIBA (e incluso llegó a haber una cuarta competición europea gestionada por la FIBA entre 2002 y 2007); no organizadas ninguna por la ULEB, y que el Real Madrid no disputa por la primacía de disputar una competición de superior rango.
El Torneo Internacional ACEB fue una competición de carácter internacional que enfrentaba a los campeones continentales, siendo organizada por un organismo español y no contabilizada, al menos de momento, por la FIBA en su palmarés.
La Supercopa de Europa de 1989 a la que accedía el Real Madrid como campeón de la Recopa, fue finalmente suspendido y no organizado por la no comparecencia del rival, anulando un torneo que no ha vuelto a disputarse más, y cuya competición el Real Madrid sí estaba dispuesto a jugar, por lo que debería haberse adjudicado el título. La FIBA no se ha vuelto a pronunciar sobre la citada competición al respecto ni la contabiliza en su palmarés, al menos de momento.

## Instalaciones

### Pabellones
En sus más de noventa años de historia, el club ha contado con numerosos escenarios donde se desarrollaban sus encuentros como local. Desde los primeros años de un deporte no muy desarrollado en el país, el club jugó primeramente en la cancha del «Standard Club» cuando el club no poseía un recinto propio, pasando por otros recintos deportivos adaptados al baloncesto hasta llegar a los más complejos pabellones que se hicieron necesarios para albergar a los aficionados a un deporte que iba ganando cada vez más adeptos.
El actual recinto del club es el Palacio de Deportes de la Comunidad de Madrid –propiedad de la Comunidad de Madrid y que comparte con el vecino y rival Club Baloncesto Estudiantes– desde el año 2004, año de la demolición de la antigua Ciudad Deportiva en donde se encontraba el Pabellón Raimundo Saporta propiedad del club. Desde entonces el equipo ha ido cambiando de ubicación por diferentes instalaciones de Madrid hasta asentarse nuevamente en el Palacio de los Deportes. En los últimos años se ha especulado con el inicio de las obras en la actual Ciudad Deportiva de un pabellón propio bajo el nombre de Real Madrid Arena que sin embargo no ha llegado a materializarse hasta la fecha debido al alto coste que supondría y a la incertidumbre, en su momento, sobre si acogería la final siendo este el principal condicionante de su construcción.
En la Ciudad Deportiva el club posee otras instalaciones donde juegan el equipo filial y de formación como local. Anteriormente eran disputados en la cancha del Recinto Deportivo Valle de las Cañas de Pozuelo de Alarcón, bajo concesión.

#### Canchas históricas
- Tribunas del «Estadio de Chamartín» (1931-36) Pista al aire libre bajo una de las tribunas del estadio de fútbol.[138]
- Frontón Recoletos (1939-52) Primera pista cubierta. Cancha adaptada.
- Frontón Jai Alai (1952-65) Primer gran recinto del club. Cancha adaptada.
- Gimnasio del Colegio Maravillas (1965). Pista de juego temporal mientras se construía un nuevo pabellón.[139]
- Pabellón de la Ciudad Deportiva (1966-86) Primer pabellón propiedad del club.
- Palacio de Deportes de la Comunidad de Madrid (1986-98) Traslado provisional buscando un mayor aforo.
- Polideportivo Parque Corredor (1998-99) Recinto provisional por la demora de las obras del Pabellón de la Ciudad Deportiva. Situado en Torrejón de Ardoz, es el único recinto situado fuera de la capital en el que ha disputado partidos oficiales.
- Pabellón Raimundo Saporta (1999-04) Remodelado pabellón de la Ciudad Deportiva (excepto un partido disputado en el Polideportivo Parque Corredor).[140]
- Palacio de Vistalegre (2004-10) Traslado por la demolición del Pabellón Raimundo Saporta.
- La Caja Mágica (2010-11) Traslado forzado por el Ayuntamiento de Madrid con la excepción de un partido de Liga ACB, disputado en el Madrid Arena.[141][142]
- Palacio de Deportes de la Comunidad de Madrid (2011-Act.) Traslado de La Caja Mágica por inconvenientes para los partidos de Liga ACB (excepto un encuentro).[143][144][145] En Euroliga, durante la temporada 2011-12 siguió disputando los partidos en la Caja Mágica por última vez.

#### Ciudad Deportiva Real Madrid
El Real Madrid Baloncesto cuenta desde la temporada 2015/16 con sus propias instalaciones deportivas ubicadas dentro de la Ciudad Deportiva Real Madrid, en Valdebebas, al igual que el equipo de fútbol, hasta entonces utilizadas solo en casos puntuales. Serán cuatro pistas utilizables a la vez, una para la primera plantilla y el resto para los equipos de cantera: el filial EBA, el júnior, los dos cadetes y los dos infantiles, así como el equipo alevín. De esta manera, los jugadores disponen de sus propias habitaciones para quedarse a comer y a descansar en jornadas de entrenamiento con sesiones de mañana y tarde, incluso en las horas previas de determinados encuentros.
Desde que se demolió el pabellón Raimundo Saporta en la Castellana (ubicada en la antigua Ciudad Deportiva), el Madrid se ha ejercitado en el polideportivo de la Ciudad del fútbol de Las Rozas y, desde 2009, en el Valle de las Cañas, donde sí logró convertir la instalación en centro de entrenamiento para todas las categorías, pero sin residencia. En Valdebebas, la sección dio otro paso al frente en la mejora de su estructura. Allí también se ubicaron las oficinas del baloncesto, hasta ahora localizadas en el Estadio Santiago Bernabéu.

## Categorías inferiores
|  | Para más detalles, consultar Baloncesto base del Real Madrid |

De la cantera del club salieron algunos de los jugadores históricos y más recordados del baloncesto español. Nombres como los de Sevillano, Emiliano, Juan Antonio Corbalán, Fernando Romay, Santos, etc.), lo que da idea del pontencial de la "fábrica blanca", de manera que la estructura del baloncesto base es indispensable para el club.
El exjugador Alberto Angulo, ingresó en el club en 2009 como Director de la Cantera y entrenador del primer filial. Actualmente el entrenador del primer filial es José F. Mariñas.

### Real Madrid de Baloncesto "B"
Actualmente el primer equipo filial del Real Madrid juega en la Liga EBA, cuarta categoría del baloncesto español, en el Grupo B.
Es fundado en la temporada 1998-99, donde empezó jugando en la Liga EBA, hasta su disolución en la temporada 2003-04. Renació de nuevo en la temporada 2006-07 para jugar en la Liga LEB Plata antes denominada LEB 2, pero acabó descendiendo a la LEB Bronce donde se mantuvo hasta la temporada 2010-11 para descender finalmente a la Liga EBA donde juega actualmente.
Aunque hay que mencionar, que antes de la confección de la Liga EBA, el Real Madrid ya contaba con equipo filial en 1931 (y en 1934 en su modalidad femenina), bajo el nombre de Madrid B, hasta la concesión de "Real" en la temporada 1939/40. En la temporada 1931/32 se proclamó subcampeón del Campeonato Regional de Castilla de la 2.ª Categoría (2.ª División). En 1935 se proclamaría subcampeón de la 1.ª Categoría (bajo el nombre de "Círculo de la Unión Mercantil").
En la temporada 1953-54 (denominado el filial "Fiesta Alegre" y posteriormente también Hesperia). se proclamaría campeón, ya en su correspondiente categoría (Copa de Castilla de 2.ª categoría). Además, el filial B denominado Club Hesperia Madrid, disputaría el Campeonato Nacional de Liga de 1.ª División desde la temporada 1957-58 a la temporada 1959-60, cuando abandona la Liga al finalizar la temporada, siendo ocupada su plaza por el Canoe, año en que se proclamó subcampeón de la Copa del Rey en 1960 tras perder curiosamente frente a su equipo matriz por 76-64. Ha sido la única ocasión en la historia de la competición que se han enfrentado en la final un equipo y su filial. El equipo matriz se deshizo del Barcelona en las semifinales del torneo para encontrarse con su propio filial en el partido por el título. El Hesperia, que lideraba un joven Lolo Sainz, había dejado en el camino al finalista del año anterior (Aismalíbar) y al campeón de 1958 (Juventud de Badalona). Los ‘mayores’ se llevaron el título por 76-64. Los filiales blancos siguieron cosechando grandes resultados y, lo que es más importante, dando buenos jugadores al primer equipo.
En la temporada 1956-57, los equipos infantil y juvenil se proclamaron campeones Castilla y de España siendo todo un éxito. La preocupación por la cantera se mantiene y aparecen nuevos equipos, pasando el equipo juvenil de la temporada anterior ha inscribirse en bloque en la 2.ª División (pasando a ser el segundo equipo filial, anteriormente reconocido como el filial B), y bajo el nombre de "Gimnasio Real Madrid" se inscribe un equipo en tercera.
Con el equipo juvenil (haciendo las veces de filial "B" del Real Madrid) conquistó 12 Campeonatos de España de Baloncesto Juvenil desde 1955 hasta 1993.

### Baloncesto base
El germen de las diversas categorías inferiores de la sección baloncestística tuvo su relevancia en la temporada 1952-53, fecha en la cual se dio realmente un paso firme en apostar por la cantera, ya que hasta el momento solo contaba con el filial "B". El juvenil de la temporada 1954-55 se inscribió en bloque en la 2.ª División pasando a ser el segundo equipo filial. Además, el doctor Neyra, preparador físico y responsable del gimnasio del club, formó con los alumnos de cultura física un equipo en la tercera categoría, bajo el nombre de Gimnasio Real Madrid, una formación con aspiraciones y como campo de entrenamiento una cancha de tierra junto al estadio.
Desde entonces cuenta con diferentes categorías inferiores desde la edad juvenil a la alevín.

## Rivalidades
La historia de los clubes van ligadas a menudo a la de sus máximos rivales, y el Real Madrid Baloncesto, al igual que en fútbol, tiene a su principal rival en el Fútbol Club Barcelona, siendo el encuentro de mayor rivalidad en la actualidad en España. En el ámbito nacional también mantiene rivalidad histórica con los otros dos clubes que más temporadas han disputado en Liga, el Club Joventut Badalona y el Club Baloncesto Estudiantes —con quien además disputa el derbi madrileño desde hace décadas— siendo denominados por ello como los «clásicos del baloncesto español».
En cuanto a sus rivales en Europa son habituales sus duelos contra el Professional'nyy basketbol'nyy klub TSSKA Moskva, el Panathinaikos Athlitikos Omilos, y el Maccabi Tel Aviv Basketball Club, siendo los equipos que más títulos de Euroliga albergan después del club madrileño, sin olvidar tampoco sus duelos con Olympiacos Pireás como equipos con una rivalidad más enconada con los madrileños —contra quienes se enfrentaron en 4 finales de la Euroliga—.

### Encuentros contra equipos NBA
El Real Madrid de Baloncesto es uno de los siete equipos que han conseguido derrotar a un equipo de la National Basketball Association (NBA), considerada como la mejor liga baloncestística del mundo. Tres partidos necesitó el club hasta imponerse finalmente a la franquicia de Toronto Raptors por 104-103 el 11 de octubre de 2007 en el Palacio de Deportes de la Comunidad de Madrid correspondiente al NBA Europe Live Tour. Sus anteriores encuentros frente a los Boston Celtics de Larry Bird en 1988 y los Phoenix Suns de Charles Barkley en 1993 fueron en el Open Mundial y se saldaron con sendas derrotas y un subcampeonato. Los últimos enfrentamientos frente a un equipo de la NBA fueron contra Utah Jazz en 2009 y Memphis Grizzlies —siendo ésta la primera vez que la sección jugaba en suelo estadounidense—, Toronto Raptors en 2012, de nuevo Boston Celtics en 2015, Oklahoma City Thunder en 2016 y Dallas Mavericks en 2023.
El primero de ellos frente a la franquicia de Boston enfrentó al equipo más laureado de la NBA frente al más laureado del baloncesto FIBA Europa. El equipo de Larry Bird, Robert Parish y Kevin McHale se impuso por 111-96 al conjunto madrileño liderado por Dražen Petrović y Fernando Martín —dos de los jugadores del club que recalaron posteriormente en la NBA—.
Su primera victoria se produjo el 11 de septiembre de 2007 en el enfrentamiento frente a los Toronto Raptors, equipo en el que jugaban los españoles José Manuel Calderón y Jorge Garbajosa. El encuentro disputado en Madrid ante 15 000 espectadores finalizó con victoria madrileña por 104-103 convirtió al equipo en el cuarto europeo y tercero español de la historia en ganar a un equipo de la NBA.
El último de sus encuentros se produjo el 3 de octubre de 2016 frente a Oklahoma City Thunder, el segundo mejor equipo de la Conferencia Este, y se saldó con una victoria por 142-137 tras forzar una prórroga siendo la hasta el momento segunda de su historia.
| 23 de octubre de 1988 Open McDonald's | Real Madrid                                           | 96–111               | Boston Celtics                                  | Madrid                                                 |  |
|                                       | Parciales: 24-29, 23-32, 30-24, 19-26                 |                      |                                                 |                                                        |  |
|                                       | Estadísticas D. Petrović 22 F. Romay 10 D. Petrović 6 | Reporte Pts Reb Asts | Estadísticas 29 L. Bird 16 R. Parish 12 L. Bird | Pabellón: Palacio de Deportes Árbitros: Strok, Davidov |  |

| 22 de octubre de 1993 Open McDonald's | Real Madrid                                       | 115–145              | Phoenix Suns                                           | Múnich                                                                              |  |
|                                       | Parciales: 38-30, 28-40, 21-43, 28-32             |                      |                                                        |                                                                                     |  |
|                                       | Estadísticas P. Cargol 26 A. Sabonis 13 J. Lasa 4 | Reporte Pts Reb Asts | Estadísticas 24 C. Barkley 9 A. C. Green 2 A. C. Green | Pabellón: Olympiahalle Asistencia: 4 000 espectadores Árbitros: Virovnik, Salvatore |  |

| 11 de octubre de 2007 NBA Europe Live Tour | Real Madrid                                         | 104–103              | Toronto Raptors                                        | Madrid                                                                                                |  |
|                                            | Parciales: 22-29, 32-27, 25-19, 25-28               |                      |                                                        | |  |
|                                            | Estadísticas L. Bullock 27 Sekulić 13 K. Tunçeri, 5 | Reporte Pts Reb Asts | Estadísticas 23 A. Bargnani 7 A. Bargnani 8, T.J. Ford | Pabellón: Palacio de Deportes Asistencia: 15 000 espectadores Árbitros: Maner, Robinson y Kokoulekidi |  |

| 8 de octubre de 2009 NBA Europe Live Tour | Real Madrid                                              | 87–109               | Utah Jazz                                          | Madrid                                                                                         |  |
|                                           | Parciales: 21-23, 16-33, 26-33, 24-20                    |                      |                                                    |                                                                                                |  |
|                                           | Estadísticas L. Bullock 18 (Dos jugadores) 6 T. Hansen 5 | Reporte Pts Reb Asts | Estadísticas 20 P. Millsap 6 K. Koufos 7 E. Maynor | Pabellón: Palacio de Deportes Asistencia: 13 703 espectadores Árbitros: Buchert, Carr y Martin |  |

| 6 de octubre de 2012 Euroleague American Tour | Memphis Grizzlies                              | 105–93               | Real Madrid                                       | Memphis              |  |
|                                               | Parciales: 33-25, 29-22, 25-24, 18-22          |                      |                                                   |                      |  |
|                                               | Estadísticas R. Gay 27 M. Gasol 16 M. Conley 8 | Reporte Pts Reb Asts | Estadísticas 16 Rudy F. 7 N. Mirotić 10 Sergio R. | Pabellón: FedExForum |  |

| 8 de octubre de 2012 Euroleague American Tour | Toronto Raptors                                       | 102–95               | Real Madrid                                          | Toronto                                                                                              |  |
|                                               | Parciales: 29-22, 21-26, 25-25, 27-22                 |                      |                                                      | |  |
|                                               | Estadísticas D. DeRozan 18 E. Davis 10 J. Calderón, 8 | Reporte Pts Reb Asts | Estadísticas 17 N. Mirotić 12 N. Mirotić 8, S. Llull | Pabellón: Air Canada Centre Asistencia: 10 359 espectadores Árbitros: Washington, Fitzgerald y Kogut |  |

| 8 de octubre de 2015 NBA Global Games Madrid | Real Madrid                                            | 96–111               | Boston Celtics                                   | Madrid                       |  |
|                                              | Parciales: 23-25, 20-29, 26-31, 27-26                  |                      |                                                  |                              |  |
|                                              | Estadísticas T. Thompkins 24 F. Reyes 6 S. Rodríguez 6 | Reporte Pts Reb Asts | Estadísticas 17 A. Bradley 10 D. Lee 3 I. Thomas | Pabellón: Barclaycard Center |  |

| 3 de octubre de 2016 NBA Global Games Madrid | Real Madrid                                                     | 142–137              | Oklahoma City Thunder                                          | Madrid |  |
|                                              | Parciales: 22-35, 28-30, 37-30, 39-31 (T.E.: 16-11)             |                      |                                                                | |  |
|                                              | Estadísticas Jaycee Carroll 24 (Dos jugadores) 6 Sergio Llull 9 | Reporte Pts Reb Asts | Estadísticas 34 Victor Oladipo 10 Enes Kanter 5 Victor Oladipo | Pabellón: Barclaycard Center Asistencia: 12 414 espectadores Árbitros: John Globe, Matt Boland y Sreten Radovic |  |

| 10 de octubre de 2023 Partido amistoso | Real Madrid                                                            | 127–123              | Dallas Mavericks                                               | Madrid |  |
|                                        | Parciales: 38-37, 27-34, 25-28, 37-24                                  |                      |                                                                | |  |
|                                        | Estadísticas Facundo Campazzo 20 Vincent Poirier 10 Facundo Campazzo 8 | Reporte Pts Reb Asts | Estadísticas 21 Tim Hardaway Jr. 9 Grant Williams 9 Dante Exum | Pabellón: Palacio de Deportes de la Comunidad de Madrid Asistencia: 12 763 espectadores Árbitros: Sean Wright, Kevin Cutler, Ashley Moyer-Gleich |  |

### Euroleague Basketball World Tour
Con motivo del Euroleague Basketball World Tour, destinado a la promoción de la Euroliga en otros continentes, en la edición de 2013 se enfrentó por primera vez en su historia ante un equipo chino, y primera en dicho país. Disputado en el Mastercard Center de Pekín el 11 de octubre frente a uno de los mejores equipos de la liga china, los Beijing Ducks, se saldó con victoria española por 86-92.

## Otras modalidades

### Asociación de jugadores del Real Madrid de Baloncesto
La Asociación de Jugadores del Real Madrid de Baloncesto, sita en el Estadio Santiago Bernabeu, nació como asociación sin ánimo de lucro patrocinada por el club y su Fundación, constituyéndose formalmente en 1996 con los exjugadores de la sección. Uno de sus objetivos, salvando los benéficos y de desarrollo, es el de promocionar tanto al club como su labor por España y Europa incorporando la acción social, formativa y solidaria. Su actual presidente es el exjugador Rafael Rullán.
La Asociación de jugadores del Real Madrid de Baloncesto, conocida como Real Madrid Leyendas en su faceta deportiva, disputó su primer partido oficial en 1996 en Fuente del Maestre, Badajoz frente al Club Amigos de Baloncesto Almendralejo al que venció por 73-96.
Desde entonces, los antiguos integrantes del Real Madrid de Baloncesto han sumado más de 200 partidos distribuidos por toda la geografía española, con presencia en prácticamente todas las comunidades autónomas, así como por el extranjero, sumando un récord de 47 partidos consecutivos ganados y tres años invictos. En el año 2000 consiguió la victoria más holgada de su historia, con una diferencia de 88 puntos (38-126) en Campo de Criptana. Han jugado diferentes partidos amistosos y benéficos, y algunos de baloncesto en silla de ruedas.
Emiliano Rodríguez fue uno de los mejores jugadores de la historia del baloncesto blanco, y de los más destacados en Europa. Sus míticos duelos europeos, y sus numerosos títulos consegidos, le hicieron ingresar en el salón de la fama de la FIBA. Estas y otros muchos logros hicieron que en la temporada 2000-01 el presidente Florentino Pérez nombrase a Emiliano presidente de honor de la sección, siendo posteriormente también de la Asociación de Jugadores del Real Madrid de Baloncesto, un cargo similar al que ostentaba Alfredo Di Stéfano en fútbol. Todo un honor que recayó en una de las personas que más ha hecho en las canchas por difundir el nombre del Real Madrid. Posteriormente fue asesor presidencial de la sección.
En lo que concierne al organigrama y junta directiva de la Asociación de Veteranos del Real Madrid de Baloncesto, su presidente es Rafael Rullán.

### Real Madrid de Baloncesto femenino
Tras el éxito cosechado por la sección de baloncesto pese a su corta edad, se crea una homónima sección femenina en el año 1934 (incluyendo un equipo filial). La rudimentaria y poca tecnificada práctica en España, hace que el baloncesto se diferenciase del masculino en algunos aspectos, a destacar, que se jugase con una jugadora más, es decir, con seis (dos delanteros, dos centros y dos defensas). También la cancha de juego estaba dividida en tres zonas que las jugadoras no podían abandonar según la demarcación, mientras que se sancionaba el dar más de un bote seguido o retener el balón más de tres segundos.
En el seno del club también las mujeres se empezaron a interesarse por este deporte, y en la práctica de aquella curiosa adaptación, por lo que además del primer equipo femenino también se contó con un equipo filial que disputaba el Campeonato de Castilla.
La sección cosecha el mismo año de su aparición su primer título, el Campeonato de Castilla, al que siguió el segundo apenas una década después. Las jugadoras que formaban parte de aquel equipo que cosechó el último título de campeonas de Castilla en la temporada 1942-43, estaba formado por: Loli Rodríguez del Alba, Carmela del Campo, Maruja García San Nicolás, Isabel Belló, Diéguez, Carmela López y Eloísa Bermejo.
En 1943 con el primer Campeonato nacional de Copa, bautizado como Campeonato de España sénior femenino de baloncesto, quedó subcampeón frente al Real Club Deportivo Español de Barcelona, aunque su éxito duró hasta su desaparición en el año 1944, cuando la sección se disuelve y sus jugadoras pasan a formar parte de la Sección Femenina Centro (1944-53), que conquistó seis campeonatos de Copa.
La Sección Femenina prestó ayudas años después a un nuevo club madrileño, el Colegios Reunidos de Educación Física Femenina (CREFF) de Madrid, que reunía a distintas jugadoras de los distintos colegios madrileños de la zona centro de la capital. Nace un nuevo club que se vinculó fuertemente al Real Madrid C. F. con las incorporaciones de Raimundo Saporta e Ignacio Pinedo bajo la dirección técnica. Era, a efecto oficioso, la sección femenina del club blanco, por lo que pasó a jugar sus partidos en el antiguo Pabellón de la Ciudad Deportiva del Real Madrid Club de Fútbol con uniforme blanco, característico de la entidad. La insistencia de Raimundo Saporta de recuperar nuevamente la sección de manera oficial, bajo la denominación de CREFF, se encontró con la negativa de Santiago Bernabéu, por lo que hizo las veces de equipo femenino sin estar reconocido legalmente, convirtiéndose en el equipo del momento.

Desde 1960 hasta 1971 cosechó varios éxitos tanto regionales como nacionales entre los que destacaron nueve Ligas, además de cuatro Copas y nueve participaciones en una Copa de Europa fuertemente dominada en aquellos años por el Daugawa Rīga soviético.
El equipo acabó disolviéndose definitivamente en 1977, desvinculándose por completo como sección femenina del Real Madrid, y pasando sus jugadoras al Club de Vacaciones, que fue absorbido posteriormente por el Canoe Natación Club, que recogió el testigo madridista como equipo puntero del baloncesto madrileño femenino, renaciendo años después bajo el nombre de Club Deportivo CRF, pero ya desvinculándose por completo como sección del Real Madrid desde 1977.
Hoy en día, a través de la educación que fomenta la Fundación Real Madrid, podemos encontrar a jóvenes chicas participando en torneos y jugando a este deporte.

### Escuela de Baloncesto adaptada y en silla de ruedas de la Fundación Real Madrid
Este proyecto es el resultado de cinco ediciones del exitoso campus inclusivo de baloncesto, en el que temporada tras temporada menores, con y sin silla de ruedas, demostraron la necesidad de actividad deportiva en aquellos cuyas patologías o circunstancias les obligan a permanecer en una silla de ruedas y cuya movilidad es muy reducida incluso con la silla.
El objetivo de la Fundación Real Madrid no es competir sino educar en valores a través del deporte de equipo e integrar a través del baloncesto, convirtiendo el deporte en una actividad para todos, sean cuales sean sus circunstancias, participando en torneos promovidos por la Fundación Real Madrid con la competición inclusiva, tanto las escuelas adaptadas de baloncesto como las escuelas de baloncesto en silla de ruedas (tanto en su modalidad masculina como femenina) junto al resto de competiciones de baloncesto.

## Celebraciones
Las victorias son celebradas por la afición en la fuente de la diosa Cibeles, una tradición muy futbolera que cada vez está más arraigada en la afición de baloncesto. Y los jugadores brindan sus trofeos en el Estadio Santiago Bernabéu después de conquistar una competición importante, al inicio de partido de la sección de fútbol, con una ovación de todo el madridismo. Además, en el museo del Real Madrid ubicado en el Bernabeu, se custodian los triunfos de la sección junto al resto de trofeos conquistados por el club.
También se brindan los trofeos en el Ayuntamiento de Madrid y en la sede de la Comunidad; y con anterioridad se acostumbraba, también, en la Catedral de la Almudena.

### Bodas de Oro del club
Para conmemorar las Bodas de Oro del Club (1952) se celebró un torneo entre el Real Madrid, la Selección de Puerto Rico, Racing París y Piratas de Lakenheat (EE. UU.), en el que los blancos se llevaron el trofeo.

### Bodas de Plata de la sección
En el año 1956, fecha del vigésimo quinto aniversario de la sección de baloncesto el club organizó un torneo para conmemorar la efeméride: Real Madrid, Y.C.O. (Filipinas) y la Selección de Castilla, en el que los blancos conquistaron el trofeo.

### Bodas de Oro de la sección
Antes del comienzo de la temporada 1981-82, la sección vivió el que fue el cincuenta aniversario de su fundación. Desde que Ángel Cabrera la fundase en marzo de 1931, el club logró posicionarse como el club más laureado de Europa y el mundo. Para celebrar tan señalada fecha el club organizó la disputa de un torneo al que se bautizó con el nombre de Torneo Cincuentenario del Real Madrid.

### Centenario del Club
Con motivo de los actos del centenario del club (2002), se celebró una edición especial del Torneo de Navidad, enfrentándose a un histórico como Maccabi Tel Aviv, para rememorar los míticos duelos entre ambos, así como diversos actos especiales. Un partido homenaje mundial a la sección de baloncesto, entre una selección FIBA y el Real Madrid. También, un partido homenaje a la memoria del baloncesto entre el equipo de Magic Johnson (un ex NBA) y el Real Madrid (Torneo All-Stars Madrid 2012); en el que Magic vistió durante algunos minutos la camiseta del Real Madrid.

## Afición
El Real Madrid Baloncesto juega sus partidos en el Palacio de Deportes donde puede llegar a reunir hasta 15.000 aficionados que acuden incansables a animar, entre los que hay que destacar sus socios y abonados. Entre ellos se encuentran también los seguidores del equipo de fútbol.
Son numerosos los desplazamientos para animar al equipo tanto en los desplazamientos por España, como por Europa.
El aficionado puede obtener el "carné de madridista", un documento de simpatizante y seguidor del Real Madrid que se entrega mediante una cuota anual a todos aquellos madridistas cualquiera que sea el lugar donde residan.

### Socios
La propiedad del club recae en sus socios. Además, aquellos que tengan la condición de ser socio compromisario del Real Madrid significa, que se acepta la responsabilidad de ser depositario de la confianza y de la conciencia del madridismo y poder decidir en las juntas de compromisarios con su voto. Son los que representan a todos los socios en las Asambleas Generales, y se eligen cada 4 años.

### Peñas y Agrupaciones
El club cuenta con el respaldo de numerosas peñas repartidas en todo el mundo, y en lo que concierne exclusivamente a peñas dedicadas a la sección de baloncesto, cuenta con la peña Los Ojos del Tigre, Berserkers y, la más reciente, la peña "4 Gatos" fundada en 2011, a pesar de que durante mucho tiempo contara con tan solo una peña oficial. Además, el club tiene el respaldo de varias agrupaciones de aficionados que hacen las veces de peña, sin llegar a estar oficializadas. El color, los tifos, y los cánticos son una constante en favor del Real Madrid Baloncesto.
La Peña Madridista de Baloncesto Los Ojos del Tigre, destaca por ser la primera registrada en la historia del club. Fue creada en 1992 pese a que su oficialidad no data hasta el año 2004. Ubicados en uno de los fondos del pabellón, son los aficionados más característicos desde hace más de dos décadas.
También destaca el Grupo Berserkers, creado en 2005, por el alto colorido que ofrecen durante los partidos. Su seña de identidad y tradición está en la vestimenta de color morado, color histórico dentro del club en referencia a la región histórica de Castilla y de donde procede la banda del escudo. Su nombre procede de los antiguos vikingos —apelativo que reciben los madridistas— Berserker.
Con motivo del aniversario de los 20 años del fallecimiento de todo un símbolo del madridismo, Fernando Martín, la afición rindió un emotivo homenaje al que fuera el mejor jugador de su época, el primer jugador español y de los primeros europeos en jugar en la NBA. Una gran imagen de Fernando Martín junto al escudo del Real Madrid, con una pancarta que rezaba "20 Años después tu espíritu sigue vivo", con la que la peña Berserkers y todo el Palacio Vistalegre (pabellón donde entonces se disputaban los encuentros) recordó al pívot internacional. Además, la ACB también le rindió un emotivo homenaje solicitando el tiempo muerto en el minuto 10 de partido (número que lucía en su camiseta), reviviendo en el marcador algunas imágenes de su carrera.
Cabe destacar también al grupo de cheerleaders, animan al conjunto blanco en sus encuentros como local con exhibiciones al ritmo de la música en cada tiempo muerto desde hace más de una década.

## Anexos
| Entidades relacionadas | Datos estadísticos y trayectoria | Personalidades e historia | Infraestructuras |
| --- | --- | --- | --- |
| - Real Madrid Club de Fútbol - Real Madrid Baloncesto "B" - Baloncesto base del Real Madrid Club de Fútbol - Veteranos del Real Madrid Baloncesto - Rayo Club de Madrid | - Estadísticas del Real Madrid Baloncesto - Máximos anotadores del Real Madrid Baloncesto - Trayectoria del Real Madrid Baloncesto - Palmarés del Real Madrid Baloncesto - Partidos del Real Madrid Baloncesto contra equipos NBA - Partidos históricos del Real Madrid Baloncesto - Real Madrid Baloncesto en competición nacional - Partidos nacionales del Real Madrid Baloncesto - Real Madrid Baloncesto en competición internacional - Partidos internacionales del Real Madrid Baloncesto | - Historia del Real Madrid Baloncesto - Secciones deportivas del Real Madrid C. F. - Jugadores del Real Madrid Baloncesto - Entrenadores del Real Madrid Baloncesto - Presidentes del Real Madrid C. F. - Fundación Real Madrid - Historia del uniforme del Real Madrid Baloncesto | - Instalaciones del Real Madrid Baloncesto - Pabellón Raimundo Saporta - Ciudad Deportiva de Valdebebas - Palacio de Deportes de la Comunidad de Madrid - Frontón Recoletos - Gimnasio del Colegio Maravillas |